# Ford Torino
Cet article concerne un modèle automobile produit par Ford. Pour le film de Clint Eastwood sorti en 2009, voir Gran Torino.
La Ford Torino est une automobile familiale produite par Ford pour le marché nord-américain entre 1968 et 1976. Elle était disponible en deux ou quatre portes, mais aussi en cabriolet ou en station wagon (break) et disposait toujours de quatre vraies places. Elle était initialement un dérivé de la familiale Ford Fairlane produite de 1962 à 1970. Après 1968, le nom de Fairlane était conservé pour les Torino de base, cette dernière étant encore considérée comme un dérivé de la Fairlane. Dès 1970, cette particularité s'inverse, la Torino devient un modèle officiel et la Fairlane ne subsiste que parmi les diverses versions de la Torino. Le nom de « Fairlane » disparut définitivement en 1971 et la Torino devint la familiale de chez Ford.
Son nom vient de la ville de Turin en Italie, « Torino » en italien. Celui-ci fut un des noms proposés pour la Ford Mustang durant son développement. Les Torino étaient en général des voitures classiques sans grand attrait, d'ailleurs le modèle fut plus populaire en version à quatre portes. Cependant, Ford sortit plusieurs versions équipées de moteurs très performants typique de l'ère des Muscle cars tels que le V8 7L Cobra-Jet. La Torino fut aussi choisie pour courir en Nascar lors de son existence.

## Première génération (1968-1969)

### 1968

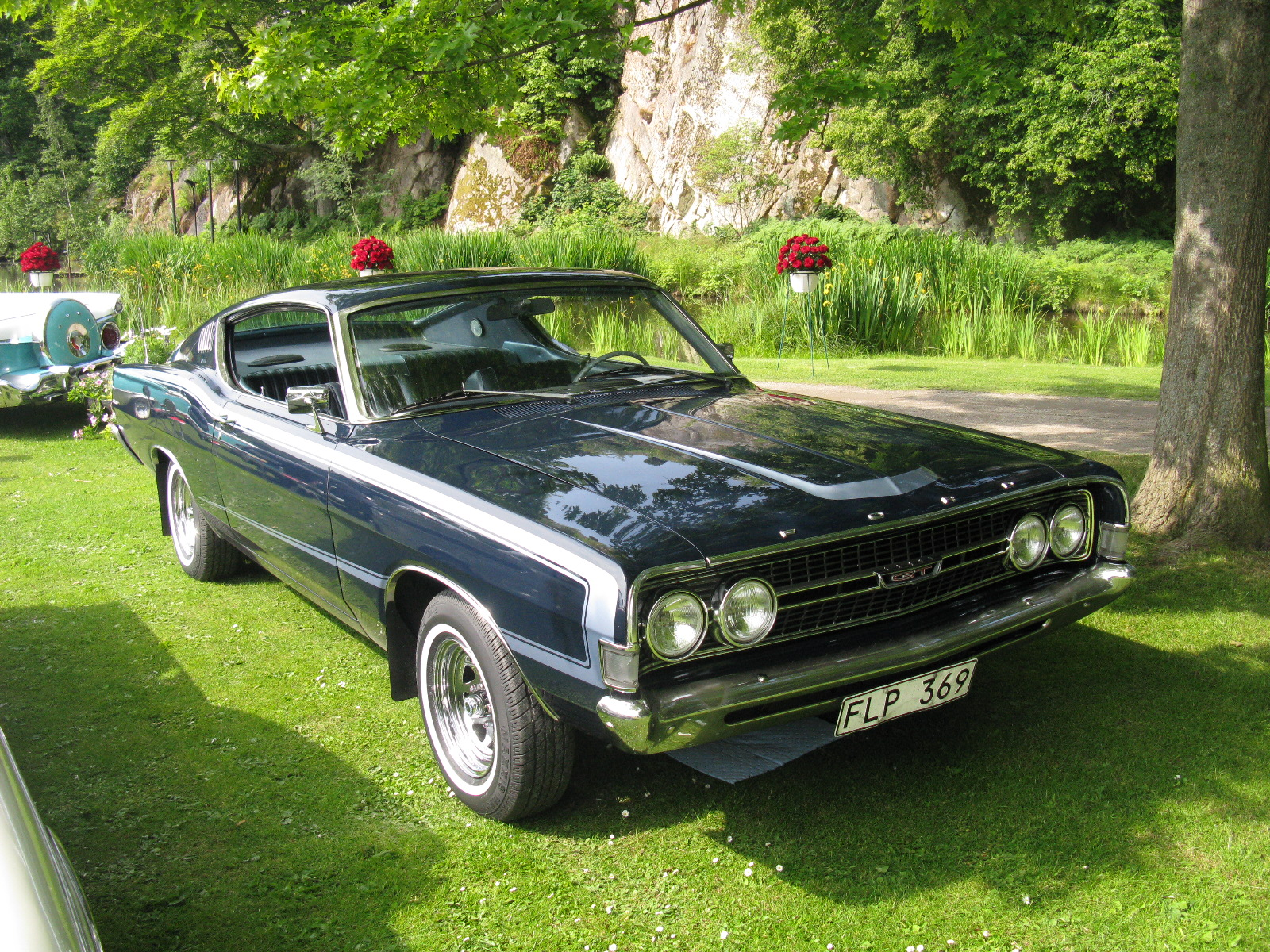
Ford Torino GT 1968

Les ventes de la Ford Fairlane faiblissant, Ford décida d'en changer le nom espérant donner plus de dynamisme à leur voiture populaire. L'idée fut bénéfique puisque les ventes de la Fairlane remontèrent une fois le nom de la ville italienne adopté pour les voitures à finition supérieure. Les premières Torino étaient des berlines de taille supérieure aux Fairlane des années précédentes. Le modèle Fastback disposait d'un toit complètement nouveau, ainsi que la version coupé. La face avant était affublée d'une grille parcourant toute la largeur de l'auto avec deux feux à l'horizontale de chaque côté. Certains modèles pouvaient avoir une barre horizontale chromée pour agrémenter la calandre. Les feux de position étaient placés sur les pointes des ailes avant et servaient en même temps de clignotants latéraux comme requis par les lois fédérales. Les modèles Fastback appelés « Sportsroof » par Ford disposaient d'un panneau arrière légèrement différent de forme concave pour harmoniser la carrosserie. Le toit de ces modèles s'étendait jusqu'au bout du coffre à l'instar de sa petite sœur la Ford Mustang. En course, cette configuration s'avérera très efficace. D'ailleurs, la Torino sera le Pace Car Indy de l'année. Mercury sortira, sur la même base, la Cyclone.
Les Fairlane/Torino étaient construites en châssis monocoque de la même façon que les modèles de 1967. La suspension aussi était conservée, elle se composait de ressorts hélicoïdaux à l'avant, montés entre deux bras de suspension, et de longs ressorts à lames sur un pont robuste à l'arrière. Les véhicules équipés de V8 pouvaient être dotés en option d'une suspension renforcée. Au début, toutes les voitures avaient des freins à tambour, mais les freins à disques à l'avant étaient une option, de même que la direction assistée.
Une grande variété de moteurs pouvait équiper les Torino, en commençant par le L6 3,2 L pour tous les modèles sauf la Torino GT qui disposait du V8 4,9 L Windsor comme moteur de base. Les autres moteurs étaient le V8 4,7 L Windsor, un autre V8 4,9 L Windsor, deux V8 6,4 L FE, et le V8 7,0 L Cobra Jet de 335 ch sorti le 1er avril 1968, soit tard dans l'année modèle. Rares sont les Torino de 1968 qui soient équipées de ce dernier, c'était un moteur très puissant ayant beaucoup de potentiel.
La transmission standard était une boîte manuelle à trois rapports. Deux boîtes automatiques et une manuelle à quatre vitesses étaient en option. La Torino GT se caractérisait par des sièges baquets, une console centrale, des emblèmes spécifiques et des décorations extérieures telles que les marquages « GT » sur les enjoliveurs, ou encore des décalcomanies. On pouvait aussi commander la suspension renforcée et des barres anti-rapprochement avant.
La Fairlane/Torino reçut de très bonnes critiques dans la presse spécialisée outre-atlantique, notamment Car Life qui testa une Torino GT équipée d'un V8 6,4 L et qui mesura le 0 à 100 km/h en seulement 7,7 secondes. Le magazine Motor Trend la qualifia de très maniable et faite pour les virages.
Dans sa catégorie familiale (« intermediate » en anglais) en 1968, Ford proposait quatorze modèles dérivés de la Fairlane :

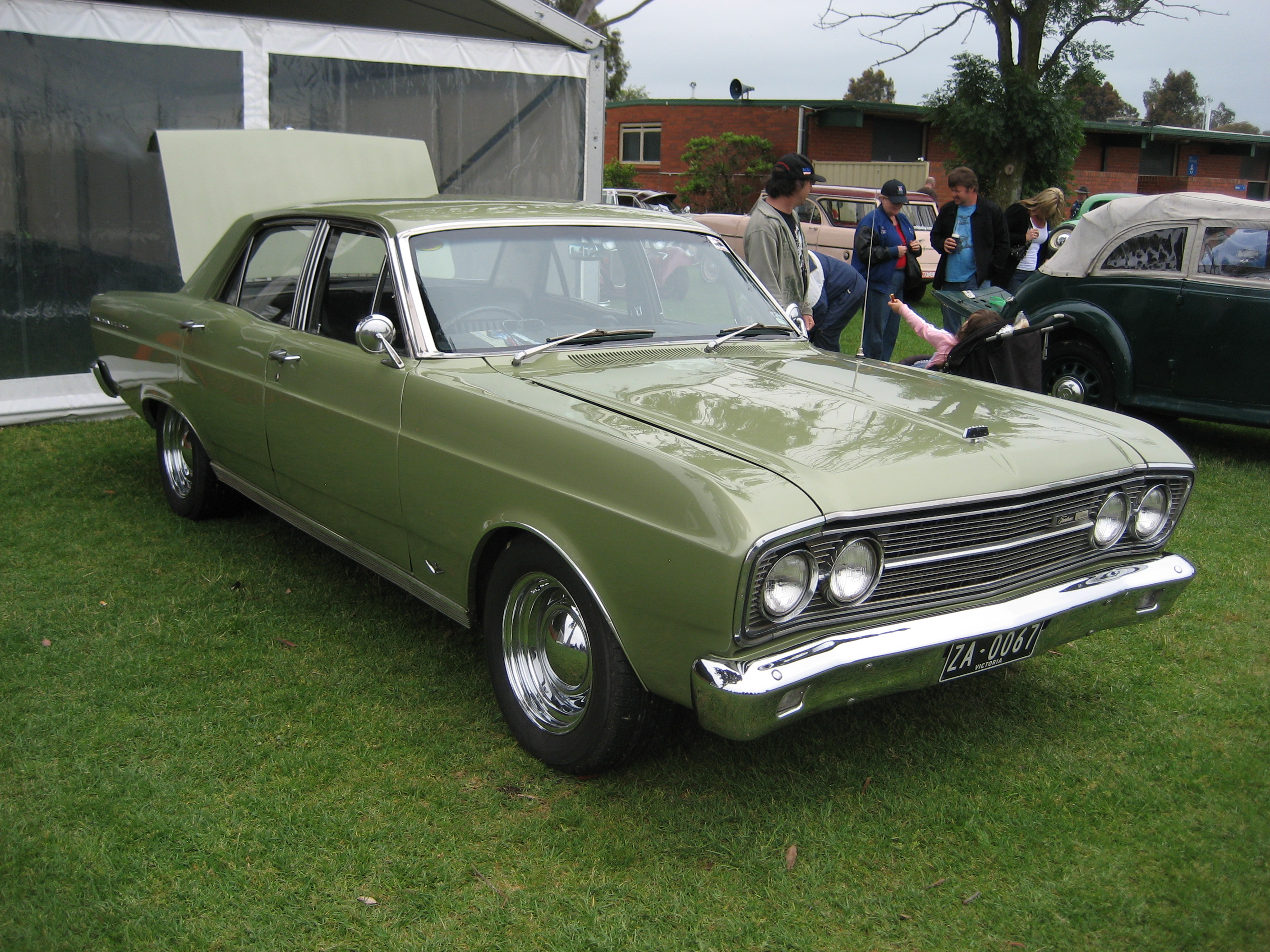
Ford Fairlane ZA 1968

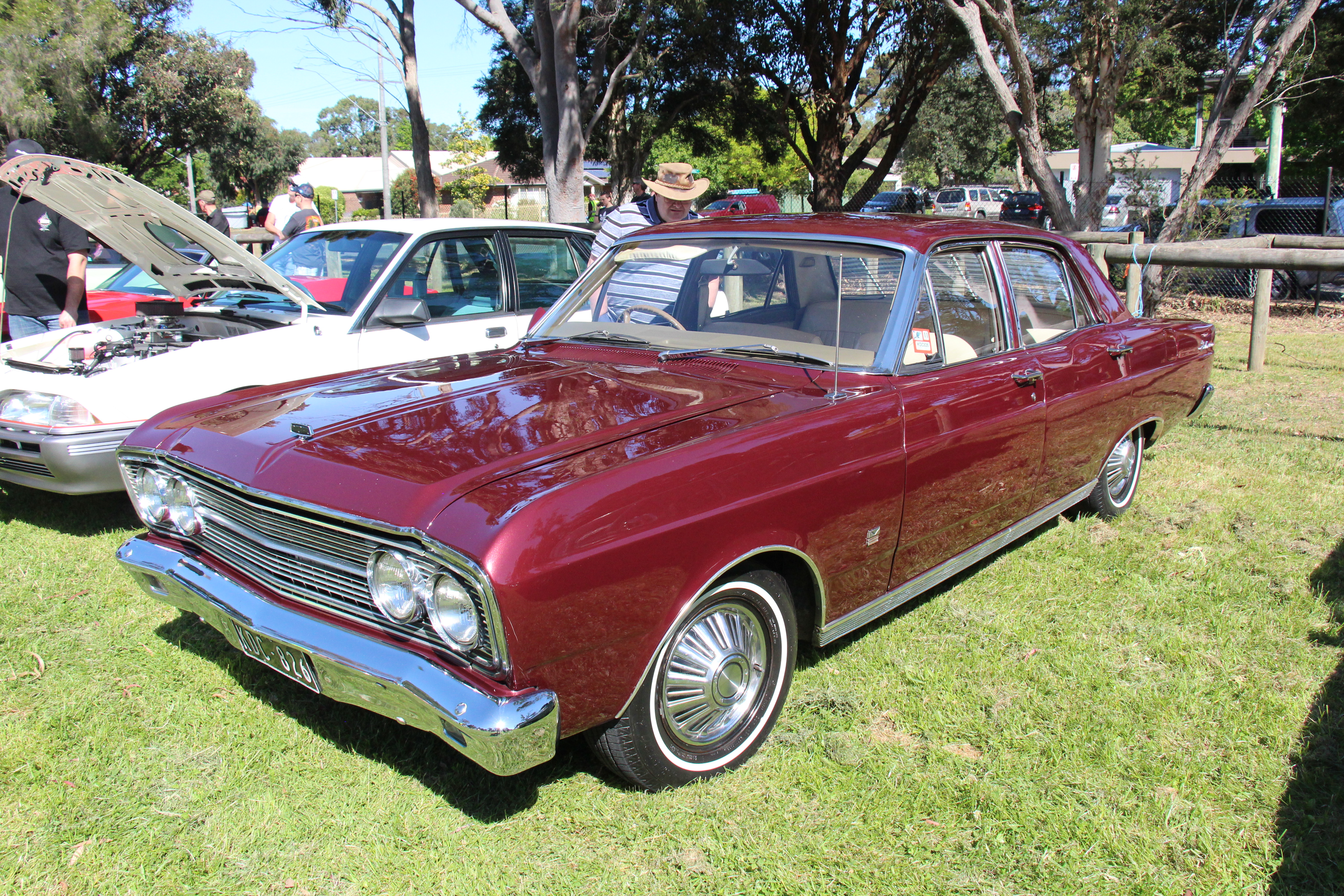
Ford Fairlane ZB 500 Sedan 1968

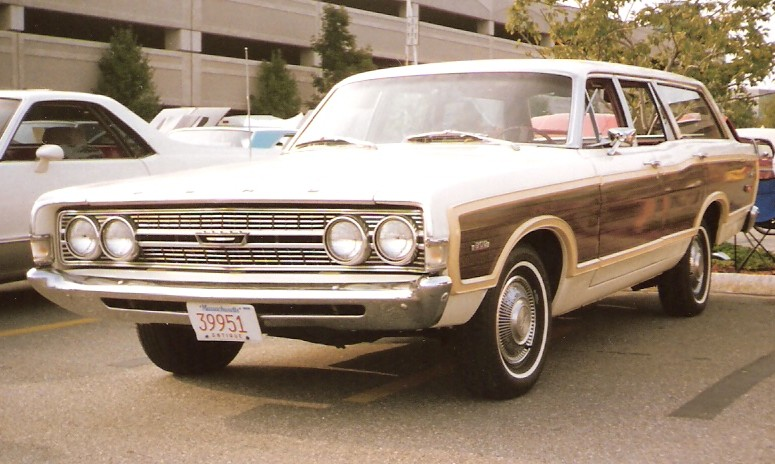
Ford Torino Break Squire 1968

- Fairlane

Deux portes
Berline quatre portes
Break quatre portes
- Fairlane 500

Deux portes
SportsRoof
Cabriolet
Berline quatre portes
Break quatre portes
- Torino

Deux portes
Berline quatre portes
Break quatre portes Squire (décoré d'un imprimé bois sur les côtés)
- Torino GT

Deux portes
SportsRoof
Cabriolet

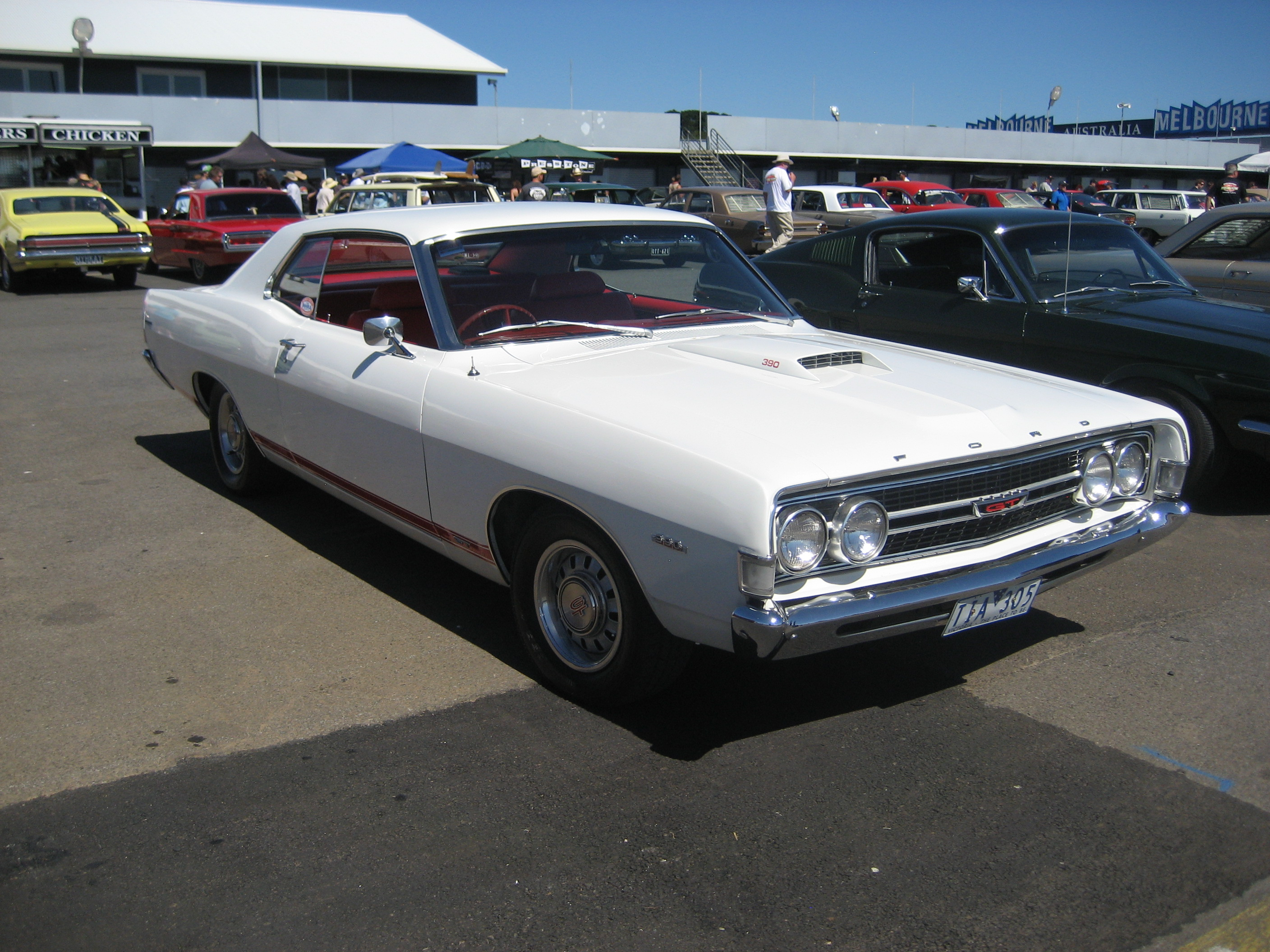
Ford Torino GT Hardtop 1968

La catégorie intermediate (« intermédiaire ») se situe entre les compactes et les full-size (grosses-voitures).

### 1969

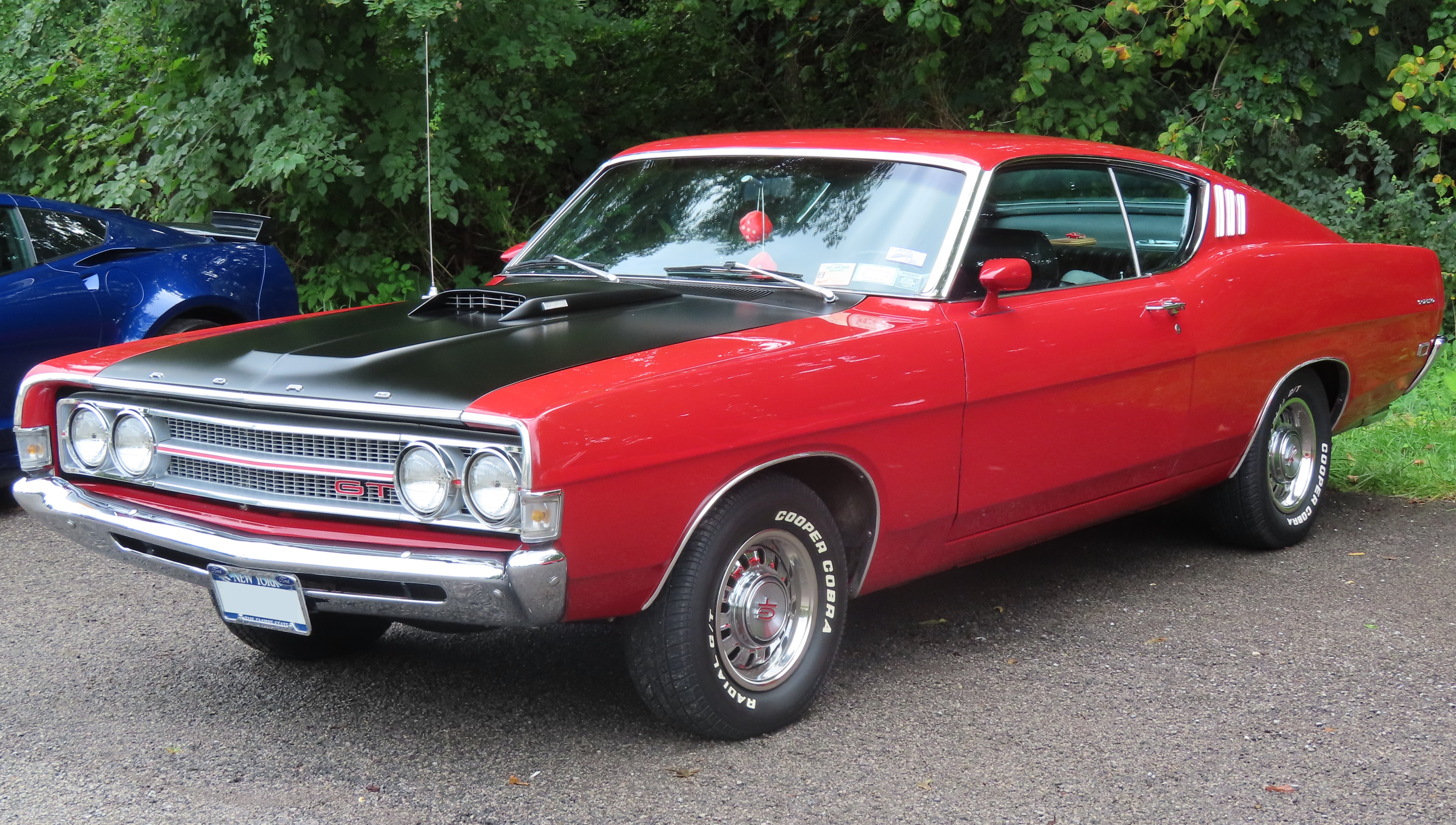
Ford Torino GT SportsRoof 1969

La Fairlane/Torino de 1969 a connu quelques changements esthétiques, et il y a eu pas mal de changements axés sur les performances. Ford a effectué les ajustements de style mineurs typiques, mais dans l'ensemble, les modèles de 1969 étaient similaires en apparence aux modèles de 1968. La calandre a été légèrement révisée et avait maintenant une barre de division centrale plus proéminente, tandis que les feux arrière ont été redessinés sur les modèles non fastback pour être similaires à ceux des Ford full-size de 1969. Les Fastback ont conservé les feux arrière et le panneau arrière du style des modèles de 1968. Tous les modèles au-dessus de la Fairlane avaient une barre de séparation en aluminium qui traversait le panneau arrière, entre les feux arrière et parallèle avec les feux de recul sur les modèles SportsRoof.

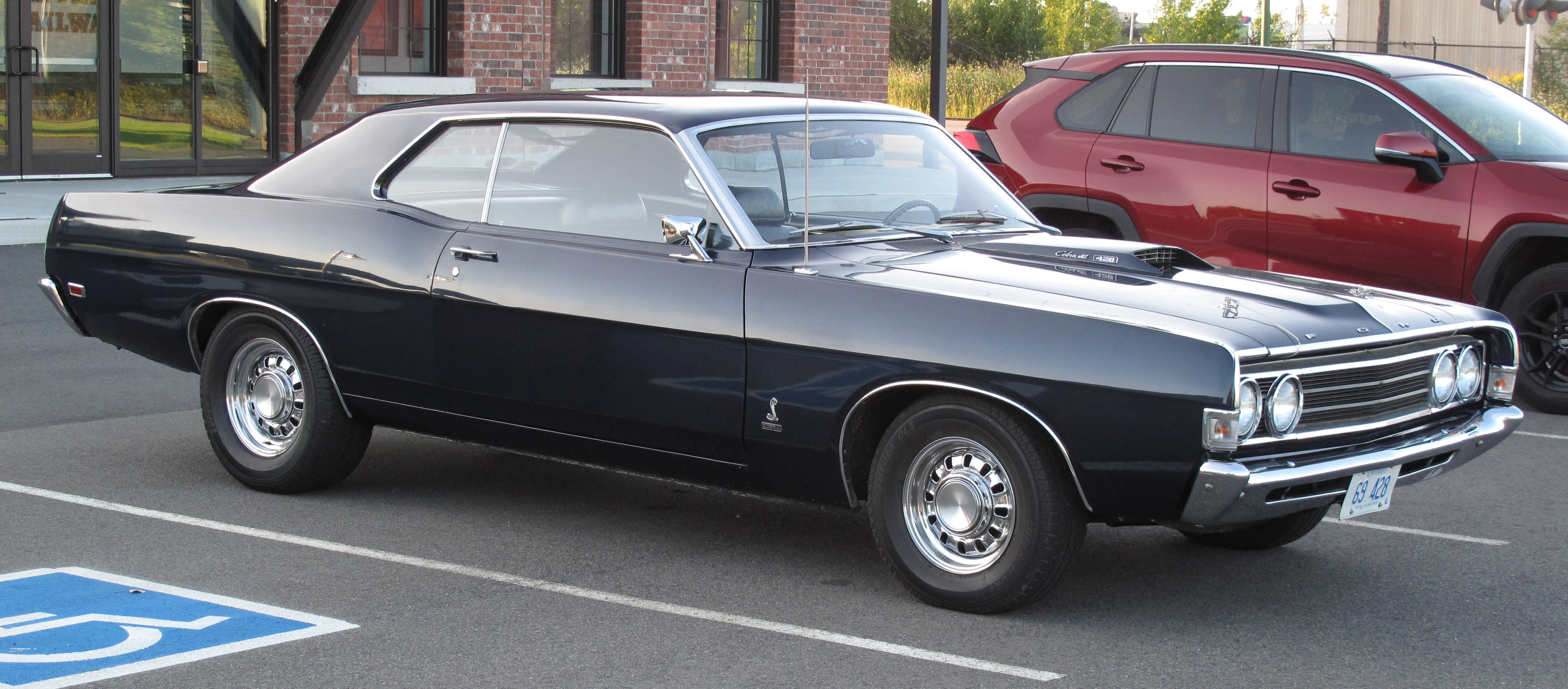
Ford Torino Cobra 428 Hardtop 1969

Le nombre de modèles proposés par Ford a augmenté pour 1969, passant de 14 à 16. Tous les modèles reportés étaient les mêmes que ceux de 1968, les deux nouveaux modèles étant la «Cobra» SportsRoof 2 portes et à toit rigide 2 portes. Certaines publications automobiles nomment ces modèles en tant que "Torino Cobra", la Cobra étant une finition de la Torino. La Cobra a le même code de carrosserie qu'une Fairlane 500, de sorte que certaines sources se réfèrent à ces voitures sous le nom de «Fairlane Cobra». La plupart des littératures Ford de l'époque n'utilisait que le nom "Cobra" sans Torino ou Fairlane. La voiture elle-même n'avait pas de plaques signalétiques Fairlane ou Torino à l'extérieur ou à l'intérieur, bien que les voitures participant à la NASCAR en 1969 aient été étiquetées «Torino Cobra». Aux fins de cet article, seul le nom "Cobra" sera utilisé, car Ford commercialisait la voiture en tant que telle en 1969, sans les noms Fairlane ou Torino.
La gamme des moteurs a été légèrement révisée pour 1969. Tous les modèles, à l'exception des Torino GT et des Cobra, étaient équipés de série d'un nouveau moteur six cylindres en ligne de 250 pouces cubes (4,1 L). La plus grande cylindrée produit plus de puissance et de couple que le moteur de 200 pouces cubes (3,3 L). Les moteurs optionnels comprenaient le Windsor-2V de 302 pouces cubes (4,9 L) (de série sur les GT), le nouveau Windsor-2V de 351 pouces cubes (5,8 L) pour 1969, Windsor-4V 351, Windsor-4V de 390 pouces cubes (6,4 L) et le Cobra Jet-4V de 428 pouces cubes (7,0 L) (de série sur les Cobra). Le CJ 428 était disponible avec ou sans le Ram Air Induction, cependant, ceux avec Ram Air avaient toujours la même puissance nominale qu'annoncée. Le CJ 428 sans Ram Air était livré avec les éléments suivants: batterie haute résistance de 80 ampères, différentiel ouvert de 3,25:1, ensemble de refroidissement robuste, alternateur de 55 ampères, couvercles de soupape chromés et double échappement. Le CJ 428 avec Ram Air comprenait tout ce qui précède, mais avait un différentiel ouvert de 3,50:1 et une écope de capot fonctionnelle. Avec le Ram Air, des emblèmes «428 Cobra Jet» étaient placés de chaque côté de l'écope du capot; sans Ram Air, des emblèmes «428» étaient placés sur l'aile avant. Le Cobra Jet 428 avait un carburateur Holley 735 cfm à quatre corps.
Le CJ 428 n'était plus le choix de moteur le plus haut; remplacé par le Super Cobra Jet (SCJ) 428-4V. Ce moteur était spécialement conçu pour les courses de dragsters, et il était inclus avec la finition optionnelle "Drag Pack". La finition optionnelle Drag Pack pouvait être commandée avec le moteur 428-4V code Q ou le 428-4V code R équipé du «Ram Air», et transformerait l'un ou l'autre moteur en un Super Cobra Jet. Inclus avec le SCJ 428 étaient des pistons en fonte, un vilebrequin en fonte à commande nodulaire coulée 1UA ou 1UA B avec un poids externe sur le museau derrière l'équilibreur, des bielles à vis d'assemblage 427 (LeMans), un refroidisseur d'huile moteur, et soit un essieu arrière de 9 po (230 mm) avec engrenages de 3,91:1 et un glissement limité Traction-Lock ou engrenages de 4,30:1 avec Detroit Locker. Le Detroit Locker et le refroidisseur d'huile étaient des exclusivités industrielles de Ford. Cette finition ne changeait pas la puissance nominale de 335 ch (250 kW) annoncée par Ford.
La Cobra était la tentative de Ford pour créer une finition de type muscle car et axé sur les performances. En conséquence, la Cobra est livrée de série avec le moteur CJ 428-4V, une suspension de compétition, une transmission manuelle à 4 vitesses et des pneus F70-14. La Cobra avait une calandre noircie, des goupilles de verrouillage du capot et des emblèmes «Cobra». Une écope de capot était standard sur les Cobra équipées du Ram Air, tandis qu'une écope non fonctionnelle était facultative sur les autres Cobra. Les premières Cobras avaient un grand autocollant "Cobra" sur les ailes avant, mais cela a été remplacé plus tard par un emblème en métal. La Cobra était la réponse de Ford face au succès de la Plymouth Road Runner, une voiture hautes performances à bas prix. Pour cette raison, la Cobra avait le même niveau de finition que la Fairlane 500 pour aider à maintenir les coûts bas. Le magazine Road Test a écrit que "le gros moteur et le couple énorme font partir la Cobra Jet avec des pneus fumants" dans leur essai d'une Cobra de 1969 avec le moteur CJ 428 équipé du Ram Air, une boîte manuelle à quatre vitesses et un rapport d'essieu de 3,50. Ils ont parcouru un quart de mile en 15,07 secondes à 95,74 mi/h (154,08 km/h), cependant, selon l'article, le temps écoulé était probablement entravé en raison du fait que la voiture n'était pas équipée d'un tachymètre. Road Test a signalé des difficultés avec le levier de vitesses d'usine et déclaré "nous aurions aimé un levier de vitesses Hurst, et nous aurions pu améliorer nos temps avec cela".
La Torino GT est restée relativement inchangée par rapport à 1968. La calandre a reçu des mises à jour mineures, y compris des barres de séparation révisées et l'emblème GT a été déplacé dans le coin inférieur gauche de la calandre. La grande bande en forme de "C" a été révisée et était maintenant en lignes droites, plutôt que de suivre la ligne de la carrosserie comme en 1968. Toutes les Torino GT de 1969 étaient équipées d'une écope de capot non fonctionnelle en fibre de verre qui avait des clignotants à l'arrière de l'écope. Cette écope était fonctionnelle si le moteur 428-4V et l'induction Ram Air étaient spécifiées. L'écope de capot pouvait également être supprimée de la GT pour un crédit. Bien que la Torino GT puisse être proposée avec une option qui inclut toutes les caractéristiques de performance de la Cobra, la GT était un véhicule plus haut de gamme doté de la même finition plus luxueuse de la Torino.
Ford a ajouté un autre véhicule spécial à hautes performances pour sa gamme de voitures intermédiaires, la Torino Talladega. Consultez la section Sport automobile pour obtenir des informations détaillées sur ce modèle.
La production de Ford Torino a diminué en 1969 et un total de 129 054 unités ont été produites. Y compris la production de la Fairlane, 366 911 voitures ont été produites, légèrement en baisse par rapport aux chiffres de 1968. Les Torino GT constituaient la majorité des Torino produites, représentant 81 822 unités produites. Ford n'a pas fourni de chiffre de production distinct pour la Cobra.

## Deuxième génération (1970-1971)

### 1970

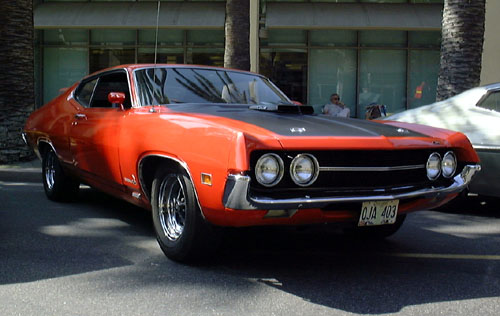
Ford Torino Cobra 1970

Pour 1970, la Torino est devenue le modèle principal et la Fairlane est devenue une finition de la Torino. Ford s'est éloigné de l'émulation des lignes carrées des Ford full-size à une toute nouvelle carrosserie pour la gamme Torino/Fairlane de 1970, influencée par le style bouteilles de Coca-Cola. Tout comme les ailerons arrière ont été influencés par les avions à réaction des années 1950, des stylistes tels que le styliste de Ford, Bill Shenk qui a conçu la Ford Torino de 1970, ont été inspirés par les avions supersoniques avec une taille étroite et des fuselages avant et arrière bombés nécessaires pour atteindre des vitesses supersoniques (voir Loi des aires (aérodynamique)).
La Torino de 1970 avait un style avec un coffre court et un long capot plus proéminent, et elle était plus longue, plus basse et plus large que les modèles de 1969. Tous les modèles avaient une ligne de toit plus basse et moins formelle que les modèles des années précédentes. La pente du pare-brise a été augmenté, et les modèles SportsRoof avaient une ligne de toit fastback encore plus plate. La Torino avait une extrémité avant pointue et le style général semblait beaucoup plus aérodynamique que celui des années précédentes. La calandre couvrait toute la largeur du bouclier avant et entourait les quatre phares. La ceinture de caisse s'étendait depuis l'aile avant jusqu'à la porte avant, s'inclinant vers le bas et disparaissant progressivement dans le panneau arrière latéral. Les pare-chocs avant et arrière étaient des unités chromées minces et ajustées, qui suivaient les lignes de la carrosserie. Les feux arrière étaient situés dans le panneau arrière au-dessus du pare-chocs et étaient maintenant de longues unités rectangulaires avec des bords extérieurs arrondis.
La gamme de modèles pour 1970 comprenait initialement 13 modèles. Le modèle de base, la «Fairlane 500», était disponible en version à toit rigide 2 portes, berline 4 portes et familiale 4 portes. Ensuite, la "Torino" de niveau intermédiaire était disponible en version à toit rigide 2 et 4 portes, berline 4 portes et break. Le toit rigide à 4 portes sans montant était un nouveau style de carrosserie pour l'année modèle 1970 (Chevrolet a introduit ce style de carrosserie pour sa Chevelle intermédiaire à partir de 1966). La «Torino Brougham», le niveau de finition le plus haut, était disponible en version à toit rigide 2 et 4 portes et break 4 portes. La sportive "Torino GT" était disponible en version SportsRoof 2 portes et cabriolet. Le modèle de performance, la "Torino Cobra", était disponible uniquement en version SportsRoof 2 portes.

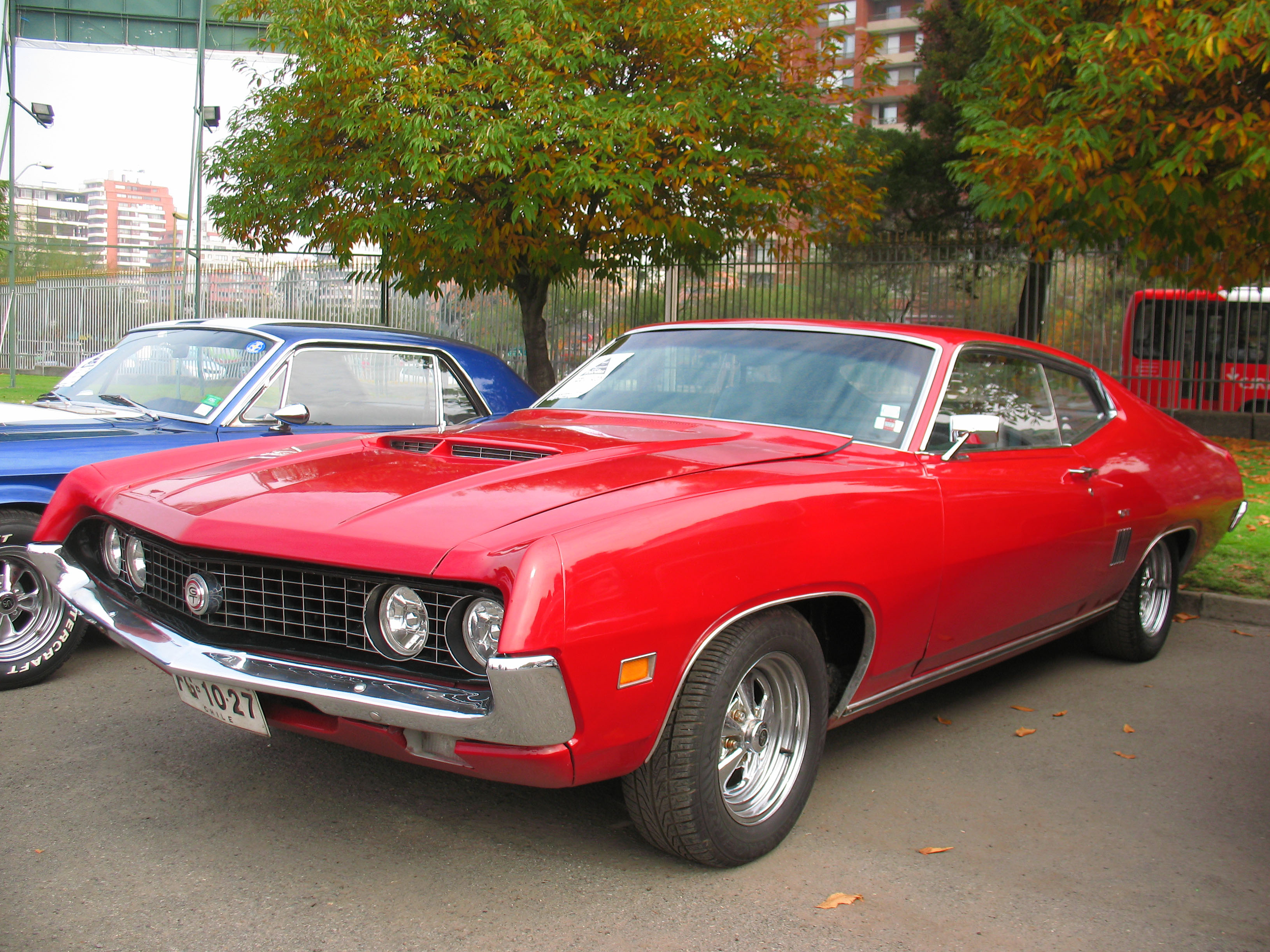
Ford Torino GT 1970

Pour ajouter à cette vaste gamme, le nom Falcon a été ajouté au milieu de l'année en tant que nouvelle finition d'entrée de gamme dans la catégorie des voitures intermédiaires. La Ford Falcon compacte a continuée pour la première moitié de l'année modèle 1970, mais a été abandonnée car elle ne pouvait pas répondre aux nouvelles normes fédérales entrées en vigueur le 1er janvier 1970. En conséquence, le nom du modèle Falcon a été utilisé en tant que nouvelle finition économique dans la catégorie des voitures intermédiaires. La Falcon de 1970½ était disponible en berline 2 et 4 portes et break 4 portes. Il s'agissait des modèles de voitures intermédiaires les moins chères avec moins de fonctionnalités standard que les Fairlane 500. La Falcon était la seule voiture intermédiaire qui utilisait un plancher en caoutchouc au lieu de tapis, et était la seule finition à offrir une berline 2 portes à piliers. Un modèle Torino SportsRoof 2 portes a également été introduit en milieu d'année, commercialisé en tant qu'alternative à bas prix de la GT. Avec les ajouts de milieu d'année ci-dessus, la gamme des voitures intermédiaires de Ford se composait de 17 modèles distincts.
La nouvelle carrosserie de 1970 a ajouté des pouces et des livres à la Torino, ce qui a permis d'étirer le châssis utilisé en 1968–69. Toutes les voitures ont augmenté d'environ 5 po (127 mm) de longueur et roulaient maintenant sur un empattement plus long de 117 po (2 972 mm) (les breaks utilisaient un empattement de 114 po (2 900 mm)). Le poids a augmenté d'au moins 100 lb (45 kg) pour la plupart des modèles. La voie a été élargie à 60,5 po (1 537 mm) à l'avant et à 60 po (1 524 mm) à l'arrière pour aider la Torino à améliorer ses capacités de tenue de route. La largeur supplémentaire entre les tours à ressort a augmenté la taille du compartiment moteur permettant aux plus grands V8 385 de s'intégrer. Cependant, la suspension est restée inchangée par rapport aux modèles de 1969. Les finitions optionnelles de suspension comprenaient la suspension de compétition et des options de suspension robuste. La suspension de compétition se composait de ressorts très résistants à l'avant et à l'arrière (500 lb (226,8 kg) par pouce à l'avant et 210 lb (95,3 kg) par pouce à l'arrière), d'amortisseurs Gabriel (amortisseurs arrière décalés sur les voitures avec transmission à 4 vitesses), et une grande barre stabilisatrice avant de 0,95" (0,75" sur les suspensions standards). Lors d'un essai d'une Torino Cobra de 1970 par Motor Trend, Motor Trend a décrit la suspension de compétition comme "complètement différente: la voiture effectue des virages serrés dans une glissade contrôlée inspirant la confiance. Tout est très fluide et inhabituel".
Les intérieurs de la Torino étaient tous nouveaux pour 1970. Le tableau de bord utilisait un compteur de vitesse de style linéaire centré devant le conducteur et un nouveau tachymètre de style «ruban» était une option pour les modèles V8. La jauge de température était la seule jauge disponible; la pression d'huile et l'électricité étaient uniquement surveillées par des voyants d'avertissement. Des sièges baquets à dossier haut étaient disponibles pour tous les modèles 2 portes, tout comme une console en option. Tous les modèles à toit rigide 2 portes, SportsRoof et cabriolet avaient des systèmes de ventilation «DirectAire» en standard, ce qui éliminait le besoin de fenêtres à évent. Les berlines 2 et 4 portes et les breaks avaient encore des fenêtres à évent mais le système «DirectAire» était une option pour ces modèles. Le contacteur d'allumage a été déplacé depuis le tableau de bord vers la colonne de direction, conformément à la réglementation fédérale. Le volant et le levier de vitesses sur colonne se bloquaient lorsque la clé était retirée.
La gamme des moteurs a subi des changements majeurs, et seuls les six cylindres en ligne de 250 pouces cubes, 302-2V et 351W-2V ont été reportés de 1969. La plupart des modèles ont continué à utiliser le six cylindres en ligne de 250 pouces cubes comme moteur standard. Les moteurs optionnels comprenaient les 302-2V (de série sur les modèles GT et Brougham), 351W-2V, le nouveau Cleveland 351 disponible avec un carburateur à 2 ou 4 barrils et le nouveau V8 385 Series 429-4V (de série sur les modèles Cobra ). La sélection du moteur 351-2V sur la liste d'options amenait l'acheteur à recevoir soit le 351W-2V, soit le 351C-2V; les deux partageaient la même puissance nominale et le même code VIN. Le moteur 429-4V était disponible en trois versions différentes. La première était le Thunder Jet 429, le moteur standard de la Cobra, d'une puissance de 360 ch (270 kW). Vient ensuite le CJ (Cobra Jet) 429, d'une puissance de 370 ch (276 kW), qui comprenait un bloc principal à 2 boulons, des poussoirs hydrauliques, un carburateur Holley 700 CFM ou Rochester Quadrajet 715 CFM, et était disponible avec ou sans Ram Air. La meilleure option était le SCJ (Super Cobra Jet) 429, évalué à 375 ch (280 kW), et faisait partie de l'option "Drag Pack". La sélection de l'option "Drag Pack" transformait un CJ 429 en un SCJ 429. Le Drag Pack nécessitait un rapport d'essieu de 3,91:1 ou 4,30:1 et comprenait un bloc moteur principal à 4 boulons, des pistons forgés, un carburateur Holley 780 CFM, un refroidisseur d'huile moteur et une came de levage solide. Le différentiel arrière "Detroit Locker" était inclus lorsque l'essieu de 4.30:1 était commandé tandis que le différentiel à glissement limité "Traction-Lock" était inclus avec l'essieu de 3.91:1. L'induction Ram Air était facultative sur les moteurs 351C-4V, CJ 429 et SCJ 429, mais le Ram Air ne modifiait pas les puissances nominales annoncées. L'option Ram Air comprenait un «capot à secousses» où l'écope était fixée au sommet de l'assemblage du filtre à air et dépassait à travers un trou dans le capot. Une transmission à 3 vitesses était standard sur tous les modèles, à l'exception de la Cobra qui était livrée avec une transmission à 4 vitesses en équipement standard. La transmission automatique Cruise-O-Matic était optionnelle pour tous les moteurs tandis que la transmission à 4 vitesses était disponible sur tous les moteurs sauf les six cylindres et le 302-2V.
Les modèles Torino Brougham sont livrés de série avec des garnitures extérieures et intérieures supplémentaires, des garnitures plus fines, des enjoliveurs de roues, des emblèmes uniques, une isolation phonique supplémentaire et des phares «Hideaway». Les phares «Hideaway» avaient des couvercles de phares qui étaient conçus pour ressembler à la calandre du véhicule s'étendant sur l'extrémité avant. Lorsque les lumières étaient allumées, les actionneurs à vide relevaient les couvercles pour exposer les quatre phares. Motor Trend a écrit que "quand on monte dans une Brougham, c'est le même sentiment qu'une LTD, ou même, osons-nous le dire, une Continental. Mais à une échelle plus gérable". Motor Trend a fait l'éloge de la Torino Brougham 2 portes de 1970 pour son intérieur silencieux qui ne permettait que «le bruit sourd des joints de dilatation d'autoroute».
La Torino GT était livrée de série avec une écope de capot non fonctionnelle moulée dans le capot, des emblèmes GT (y compris sur le centre de la calandre), des rétroviseurs sport bicolores, des feux arrière sur toute la largeur avec un style nid d'abeille (la partie centrale n'était que réfléchissante), appliques de couvercle de coffre noires et enjoliveurs avec anneaux de garniture de roue. Les pneus standard pour la GT étaient des pneus E70-14 à ceinture en fibre de verre, tandis que les cabriolets portaient des pneus F70-14. Les sièges baquets et la console n'étaient plus des équipements de série sur la GT, mais restaient en option. D'autres nouvelles options pour la Torino GT étaient une bande laser réfléchissante, qui se trouvait au milieu sur le côté de la Torino, qui allait depuis l'aile avant jusqu'à la porte, et les phares Hideaway. Le magazine Motor Trend a testé une Torino GT SportsRoof de 1970 avec un moteur CJ 429, une transmission automatique C-6 et un rapport d'essieu de 3,50:1, et a obtenu un temps de 0 à 60 mi/h (97 km/h) de 6,0 secondes, tandis que le quart de mile prenait 14,4 secondes à 100,2 mi/h (161,3 km/h).
La Torino Cobra est restée le modèle à performance supérieure, mais était un niveau de finition inférieur à celui de la Torino GT. La Cobra n'était disponible qu'en tant que SportsRoof et était livrée de série avec une transmission à 4 vitesses à rapport rapproché, un levier de vitesses Hurst, une suspension de compétition, un capot plat et une calandre noirs, des roues de 7 pouces de large, des pneus F70-14 avec des lettres blanches en relief, des loquets de capot exposés de style torsadé et emblèmes «Cobra»,. Les nouvelles options comprenaient des roues Magnum 500 de 15 po (380 mm) avec des pneus F60-15 et des «Lattes de sport» noir mat pour la lunette arrière (tous deux également disponibles sur la Torino GT). Les performances étaient bonnes même si la Torino était plus lourde en 1970. Motor Trend a testé une Torino Cobra de 1970 équipée du moteur CJ 429 de 370 ch (276 kW) avec Ram Air, la transmission automatique C-6 et un rapport d'essieu arrière de 3,50:1, et elle est passée de 0 à 60 mi/h (97 km/h) en 6,0 secondes tout en prenant 14,5 secondes à 100 mi/h (161 km/h) pour parcourir le quart de mile. Motor Trend a écrit: "Le poids a évidemment contribué à la traction, car il était assez facile d'accélérer lors d'un départ arrêté avec seulement un minimum de patinage." Motor Trend a également testé une Cobra de 1970 avec un moteur SCJ 429, une transmission à 4 vitesses et un rapport d'essieu de 3,91:1, et a abouti à un temps de 5,8 secondes pour le 0 à 60 mi/h (97 km/h), avec un temps de 13,99 secondes au quart de mile à 101,0 mi/h (162,5 km/h). Super Stock and Drag Illustrated ont battu ce temps, dans leur test d'une Torino Cobra équipée du moteur SCJ 429 de 375 ch (280 kW), transmission automatique C-6 et rapport d'essieu arrière de 3,91:1. Ils ont pu parcourir le quart de mile en 13,63 secondes à 105,95 mi/h (170,51 km/h), mais c'était après la modification du carburateur (soupape de puissance améliorée, jets primaires et secondaires plus grands). Super Stock and Drag Illustrated ont équipé une paire de pneus slicks sur la même Torino et ont couru le quart de mile en 13,39 secondes à 106,96 mi/h (172,14 km/h).
Les modèles break de 1970 étaient initialement proposés en trois niveaux différents: le break Fairlane 500, le break Torino et le break Torino Squire. Au milieu de l'année 1970, le break Falcon est devenu le break de base. La tôle des breaks n'a pas été aussi radicalement modifiée que celles des modèles 2 portes et 4 portes. La majorité de la tôle derrière les portes avant a été reprise du style de la carrosserie de 1968-69. En conséquence, les breaks semblaient plus droits et carrés que les berlines et les coupés. Le Torino Squire, le break haut de gamme, comportait des côtés en similibois, des couvercles de phares et un niveau de finition similaire à celui de la berline Torino Brougham. Le Squire est livré de série avec un moteur V8 302-2V et des freins à disque avant électriques; d'autres breaks avaient des freins à tambours aux 4 roues et le six cylindres en ligne de 250 pouces cubes. Tous les breaks utilisaient le hayon bidirectionnel «Magic Doorgate» de Ford, mais la lunette arrière électrique, le troisième siège orienté vers l'arrière et la galerie de toit étaient des options. Ford a offert un ensemble de remorquage pour toutes les Torino, ce qui permettait à la Torino d'avoir une cote de remorquage de catégorie II (3500 lb (1588 kg)). Cet ensemble comprenait une suspension robuste, une batterie et un alternateur robustes, un ensemble de refroidissement supplémentaire et des freins à disque avant électriques. Le moteur de 351 pouces cubes (5,8 L) ou de 429 pouces cubes (7,0 L), la direction assistée et la transmission automatique Cruise-O-Matic étaient des options requises.
Dans l'ensemble, 1970 a été une année fructueuse pour la Torino. C'était une voiture bien accueillie par la presse automobile et a été choisie comme voiture de l'année Motor Trend pour 1970. Motor Trend a déclaré que la Torino n'était "pas vraiment une gamme de voitures au sens ancien du terme, mais un système de voitures spécialisées, chacune pour un usage différent... du luxe à la performance." Ford a produit 230.411 Torino pour 1970, ainsi que 110.029 Fairlane et 67.053 Falcon, pour une production totale de 407.493 unités.

### 1971

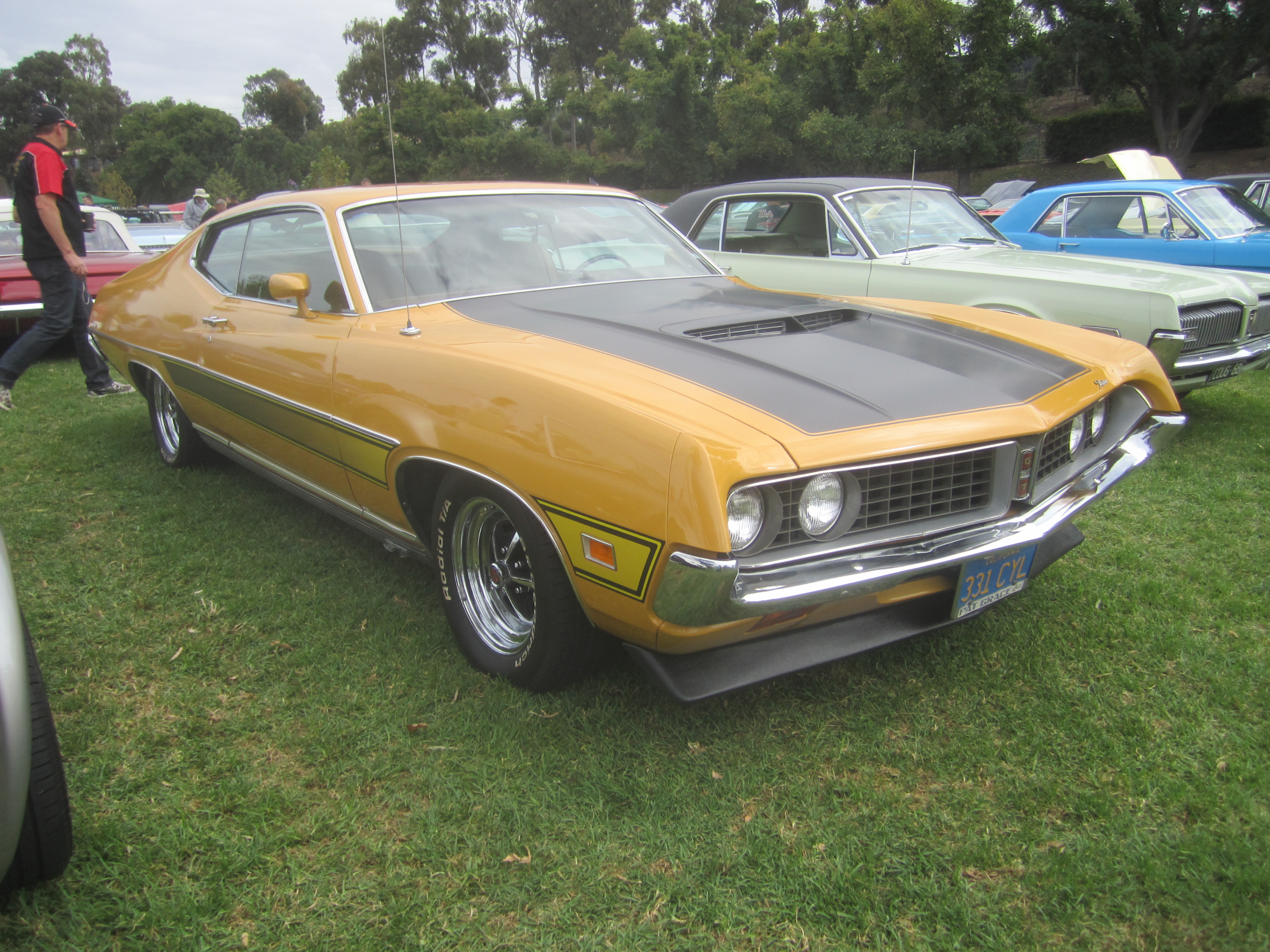
Ford Torino GT Sportsroof 1971

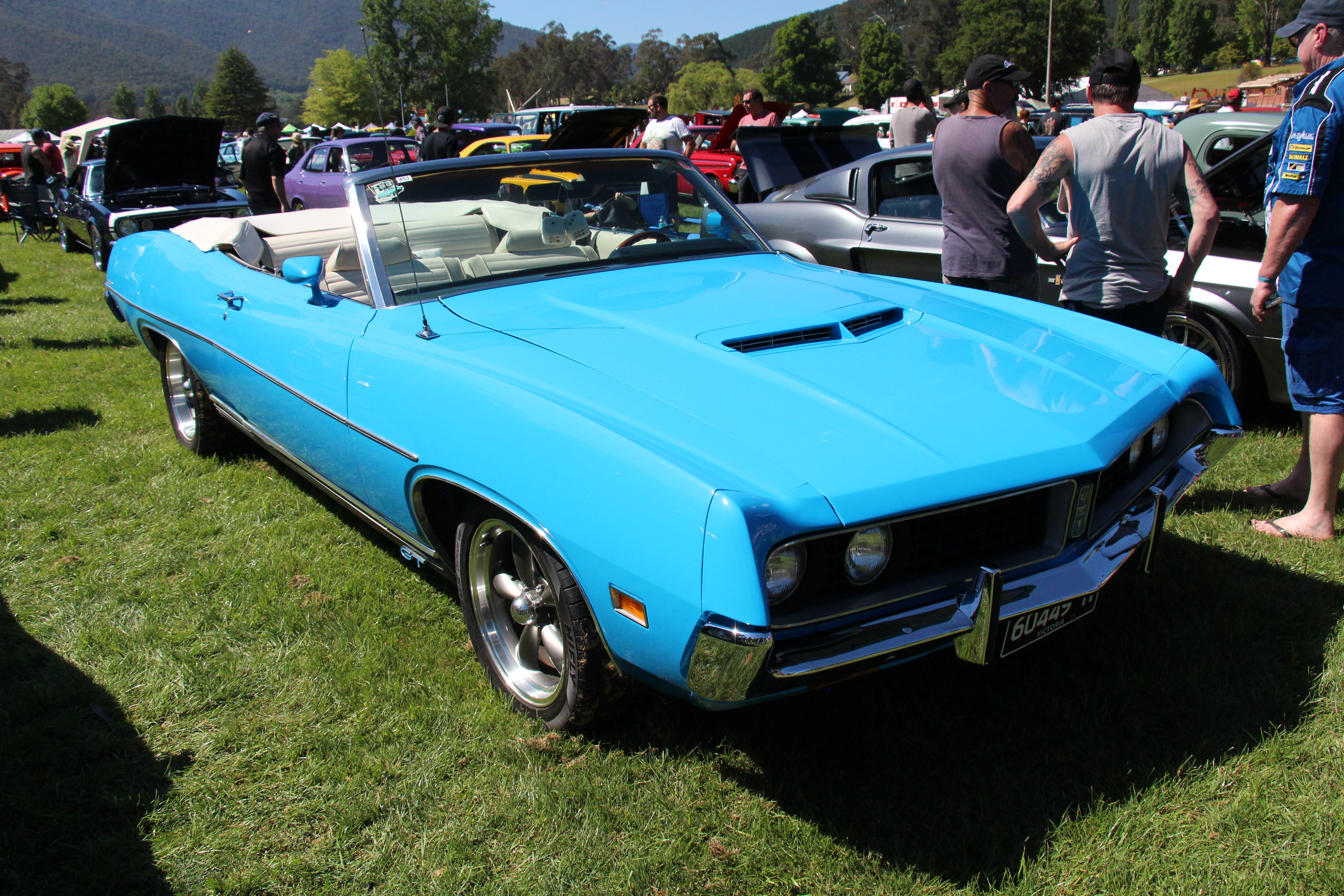
Ford Torino GT Convertible 1971

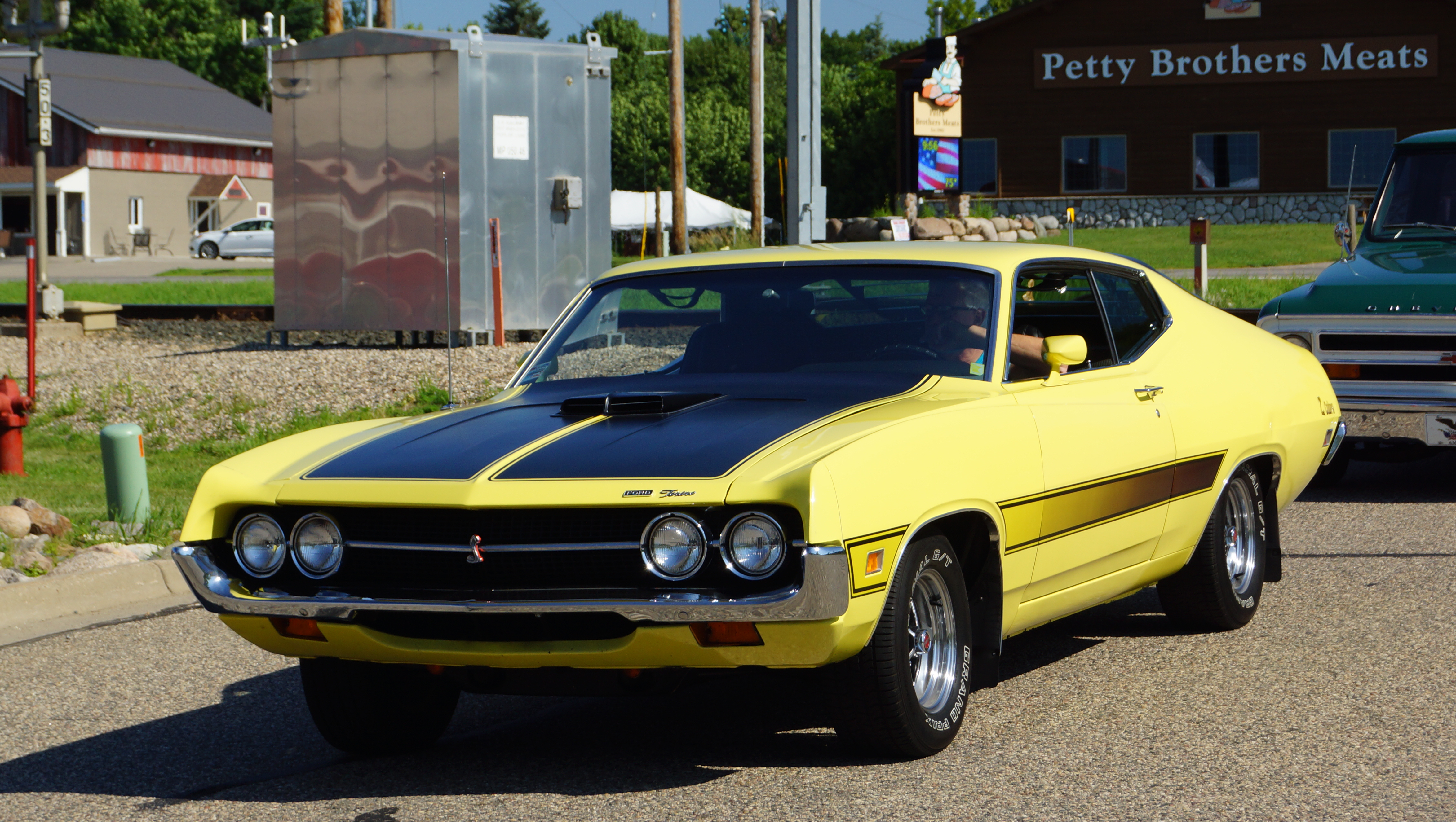
Ford Torino GT Cobra 1971

Pour l'année modèle 1971, Ford a limité les modifications de sa gamme intermédiaire à des révisions mineures. Le plus grand changement pour 1971 a été la décision d'abandonner les noms de modèles Fairlane et Falcon. La gamme Torino était composée de 14 modèles. Le modèle de base était la «Torino», disponible en version à toit rigide 2 portes, berline 4 portes et break 4 portes. Vient ensuite la «Torino 500» de niveau intermédiaire, disponible en version à toit rigide 2 portes et SportsRoof, berline et toit rigide à 4 portes et break 4 portes. La Torino haut de gamme est restée la «Torino Brougham», disponible en version à toit rigide 2 et 4 portes, tandis que le «Torino Squire» est resté l'équivalent break de la Brougham. La "Torino GT" était proposée en version SportsRoof 2 portes et cabriolet, tandis que la "Torino Cobra" était uniquement disponible en version SportsRoof 2 portes.
Le style était pratiquement inchangé pour les modèles de 1971, à l'exception des révisions mineures des garnitures et des calandres. La calandre des Torino de 1971 était divisée par un séparateur vertical au centre pour tous les modèles sauf la Cobra. La Cobra utilisait la même calandre que le modèle de 1970. Un emblème révisé était situé sur le séparateur vertical de la calandre pour toutes les Torino, sauf la Cobra. Les modèles Torino 500, Brougham, break Squire et GT avaient la possibilité d'avoir l'option des phares Hideaway, qui comprenait une calandre unique avec une barre de séparation moins proéminente.
La gamme des moteurs est restée presque identique à celles l'année modèle 1970, la plupart des modèles étant équipés de série du six cylindres en ligne de 250 pouces cubes. Les Brougham, Squire et GT ont continuée à avoir de série le moteur 302-2V, tandis que la Torino Cobra a été rétrogradée à un moteur standard 351-4V. Tous les moteurs, à l'exception des 429, ont connu une légère baisse de la compression, ce qui a également entraîné une baisse correspondante des puissances nominales. D'autres constructeurs ont emboîté le pas, y compris la principale concurrente de la Torino, la Chevelle de Chevrolet, qui a eu une baisse de compression encore plus importante sur tous ses moteurs de 1971. L'induction Ram Air était une option sur les moteurs 351-4V, CJ 429 et SCJ 429.
La Torino Cobra était livrée avec un moteur 351-4V d'une puissance de 285 ch (213 kW) et elle comprenait également une boîte manuelle à 4 vitesses avec un levier de vitesses Hurst, des pneus F70-14, des emblèmes Cobra, une suspension de compétition, des chapeaux de moyeu et une calandre noircie. Une nouvelle option pour les modèles Cobra était la bande laser réfléchissante, autrefois une option réservée aux modèles GT. Bien que les moteurs Cobra Jet 429 à hautes performances aient toujours la même puissance que sur les modèles de 1970, Super Stock and Drag Illustrated ont eu des résultats décevants lors de son test d'une Torino Cobra de 1971. Ils ont testé une Cobra équipée du moteur CJ 429 de 370 ch (280 kW), transmission automatique C-6, rapport d'essieu de 3,50:1, et n'ont pu faire qu'un meilleur quart de mile en environ 15 secondes à 97 mi/h (156 km/h). L'article déclare que "cette voiture répondrait mieux avec un bon système d'allumage, un meilleur collecteur d'admission, un carburateur plus grand et un ensemble de collecteurs." Le magazine Cars a eu plus de chance avec son essai d'une Torino Cobra de 1971 équipée du moteur CJ 429 de 370 ch (280 kW) avec Ram Air, transmission automatique C-6 et rapport d'essieu de 3:50:1. Ils ont parcouru le quart de mile en 14,5 secondes à 102 mi/h (164 km/h) dans une Torino de 4 100 lb (1 900 kg). Ce dernier temps a été obtenu après que le personnel de Cars a effectué un "réglage correct".
La GT était le modèle sportif/haut de gamme de la Torino et comprenait un moteur 302-2V, des rétroviseurs de course bicolore, une identification GT, une écope de capot non fonctionnelle, chapeaux de moyeu et garniture, des anneaux, une garniture chromée sur les pédales, des feux arrière sur toute la largeur avec un style nid d'abeille et des pneus E70-14 (F70-14 sur les cabriolets). Les Torino GT avaient un capot à secousses lorsqu'elles étaient équipées du Ram Air Induction. La Torino Brougham était le modèle de Torino orienté vers le luxe. Ce modèle comprenait des ornements Brougham, des garnitures supplémentaires, des enjoliveurs complets, une insonorisation supplémentaire et un rembourrage en tissu. Les phares Hideaway n'étaient plus de série, mais restaient une option. Motor Trend a testé une Torino Brougham 4 portes de 1971 et a déclaré: «L'amorti et le soutien [du siège] étaient excellents... [et] le rembourrage était magnifique».
La production pour 1971 était de 326 463 unités, légèrement inférieure à la production des intermédiaires Ford de 1970. Seulement 1 613 Torino GT cabriolets et 3 054 Torino Cobra ont été produites pour 1971.

## Troisième génération (1972-1976): La voiture deStarsky et Hutch

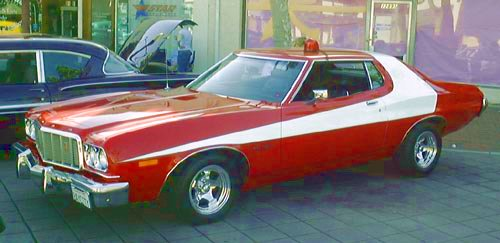
La Gran Torino 1976 de Starsky

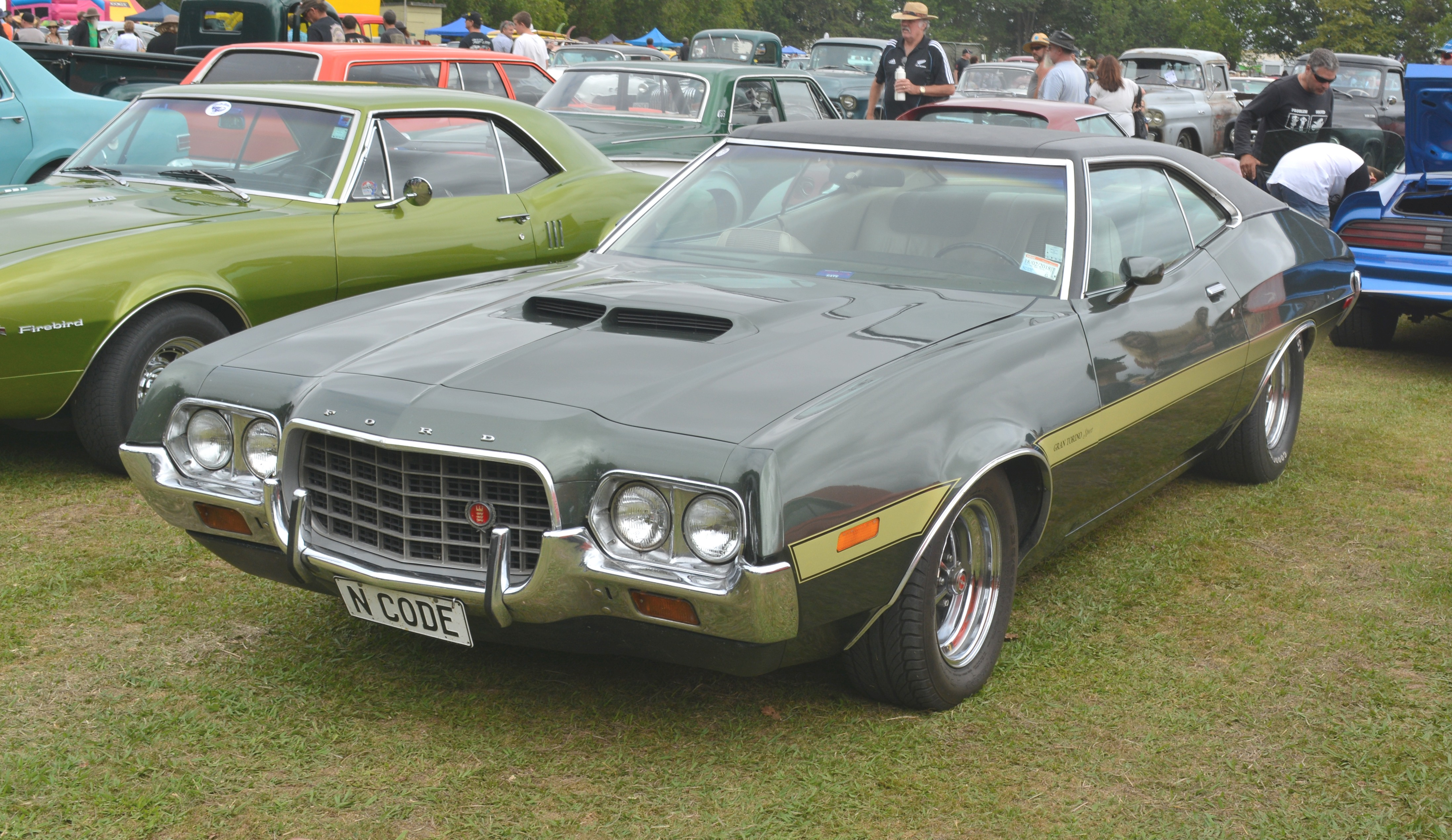
Ford Gran Torino Coupe 1972 (film Gran Torino)

Conçue en 1972, elle remplaça la Torino de 1970-1971 afin de concurrencer la Mustang en Nascar (ce qui fut très probant, le modèle de Torino précédent ayant déjà fait ses preuves). La Ford Torino sera déclinée en trois versions : Torino, Gran Torino et Gran Torino Sport avec de nombreuses options parmi lesquelles les clients pouvaient choisir : SportsRoof (fastback) ou Sport Coupé (hardtop), différentes cylindrées ou intérieurs, couleurs, etc. Avec ses 5,40 m de long et 2,08 m de large elle était considérée de taille moyenne sur le marché de l'époque. Parfois jugée banale (surtout les modèles quatre-portes comme les taxis et les voitures de patrouille de police) sa célébrité internationale doit beaucoup à la série télévisée Starsky et Hutch (1975-1979). Elle a cependant figuré dans de nombreux films des années 1970 qui tantôt mettaient en exergue ses qualités sportives ou son aspect massif. Elle apparaît également dans le film de Clint Eastwood sorti en 2008, Gran Torino.
La puissance annoncée pouvait être différente de la puissance réelle puisque suivant les États, il était possible de commander sa Ford avec la puissance que l'on désirait, parfois même avec le pack « Police Interceptor » dénoté par la lettre « C ». De par son apparence, son comportement routier et son gros V8 dont la sonorité est largement mise en valeur dans la série Starsky & Hutch, la Ford Torino/Gran Torino est représentative des voitures américaines de l'époque.

### 1972

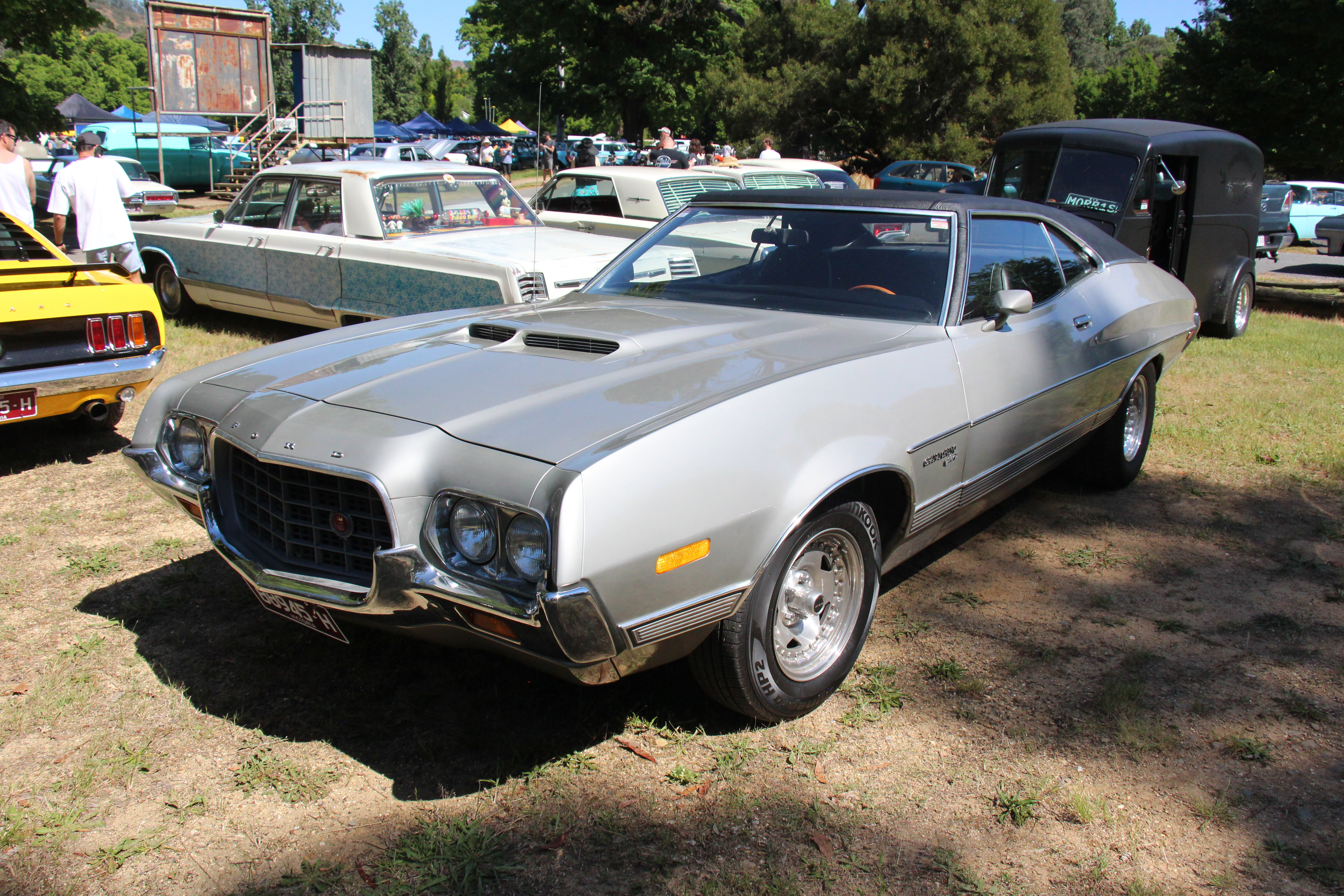
Ford Gran Torino Sport Hardtop 1972

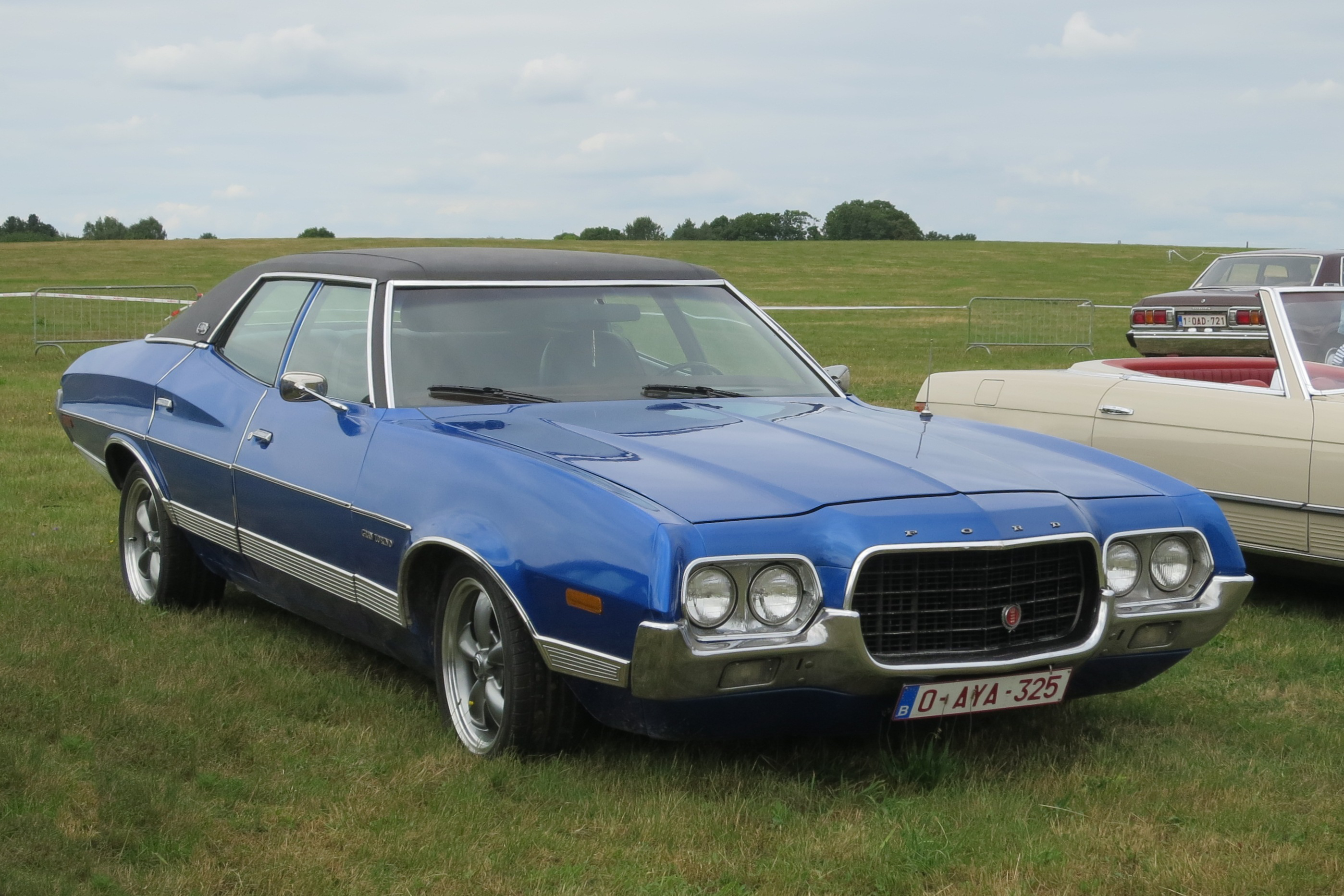
Ford Gran Torino Sedan 1972

Contrairement à sa « cousine », la Mustang, laquelle possède un châssis à structure monocoque, le châssis de la Torino reste séparé de la carrosserie (« separate body & frame construction »). Le magazine automobile Car and Driver annonce que la Torino de 1972 est aussi silencieuse qu'une Jaguar, douce comme une Lincoln, et que son confort est exceptionnel avec les suspensions « Sport ». La voiture intègre de nombreuses innovations techniques : lunette arrière chauffante par filaments et non plus par ventilation comme dans les années 1960, réglage des deux rétroviseurs via une commande sur le tableau de bord, climatisation, etc.
Carrosseries au choix, années 1972 :
- Coupé 2-portes (Torino, Gran Torino, Gran Torino Sport) ;
- Fastback 2-portes (Torino, Gran Torino, Gran Torino Sport) ;
- Berline 4-portes ;
- Station wagon 4-portes.

Les moteurs qui équipent les Ford Torino/Gran Torino en 1972 sont :
- Le 6-cylindres en ligne 250-1V (4,1 litres) de 113 ch ;
- Le V8 302-2V (4,9 litres) de 130 ch ;
- Le V8 351-2V Windsor (5,8 litres) dérivé du 302 de 140 ch ;
- Le V8 351-2V Cleveland (5,8 litres), 335 Series, nouveau bloc différant du 351 Windsor par un surpoids de matière, de 165 ch ;
- Le V8 351-4V Cleveland décliné en une version Cobra Jet de 266 ch. À ce sujet, Car and Driver teste une Gran Torino Sport (SportsRoof), 351 CJ, quatre vitesses manuelles passant de 0 à 97 km/h en 6,8 secondes ;
- Le V8 400-2V Cleveland (6,6 litres), 335 Series, dérivé du 351 Cleveland de 180 ch ;
- Le V8 429-4V Lima (7 litres), 385 Series, de 220 ch.

Transmissions disponibles cette même année :
- 3 vitesses manuelles ;
- 4 vitesses manuelles ;
- 3 vitesses automatiques.

La Gran Torino Sport peut se commander avec le pack tableau de bord « Rally » (compte-tour et autres compteurs séparés) Seul l'emblème porte obligatoirement des feuilles d'acanthe sur son pourtour, à l'avant et l'arrière du véhicule. L'emblème « Torino » et « Gran Torino » demeure identique pour les deux modèles.
Dans le film Gran Torino, cette voiture joue un rôle central. Ce modèle Gran Torino Sport de 1972 appartient dans le film à Walt Kowalski, un vétéran de la Guerre de Corée raciste et irascible interprété par Clint Eastwood.

### 1973

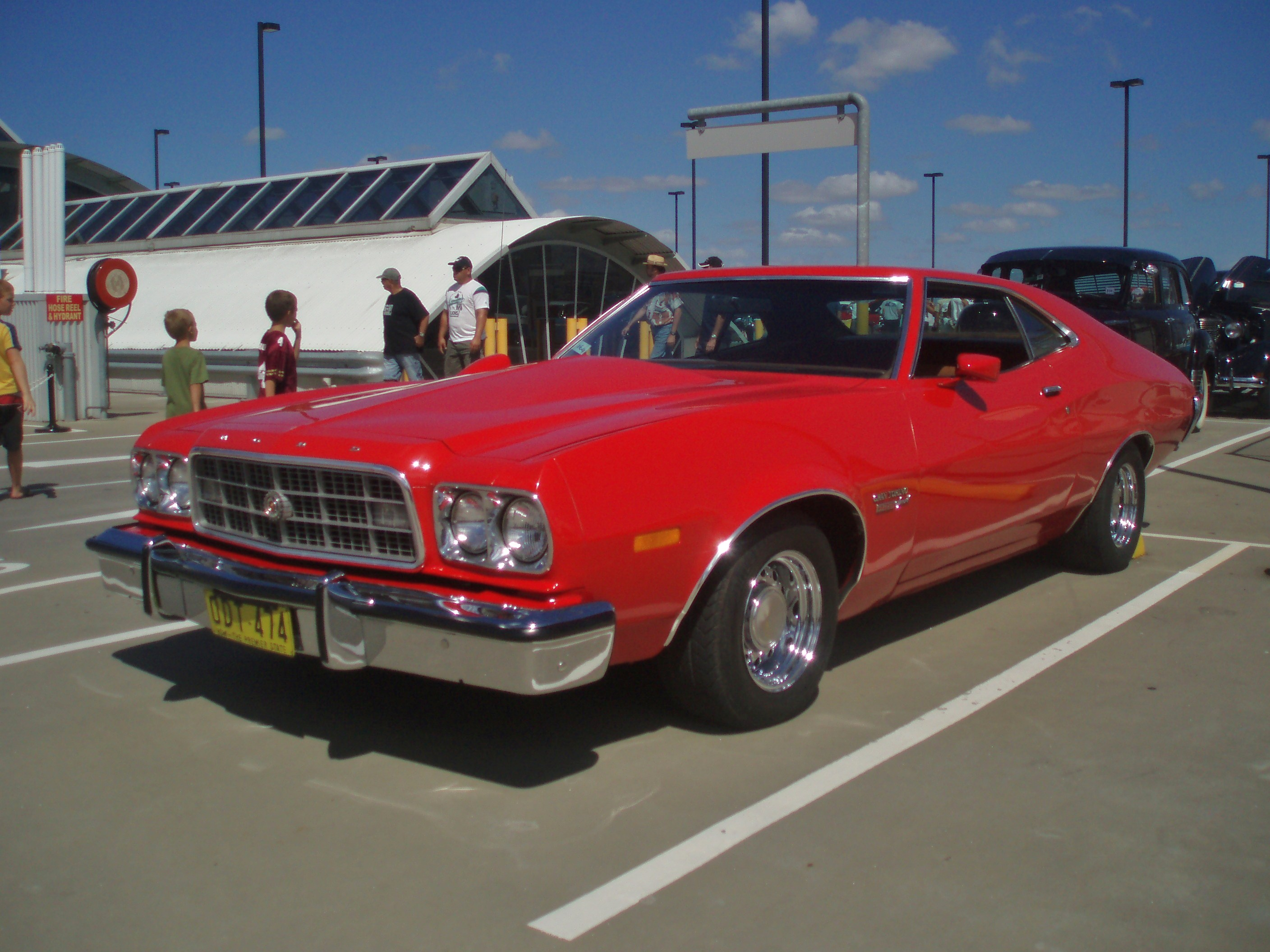
Ford Gran Torino Sport 1973

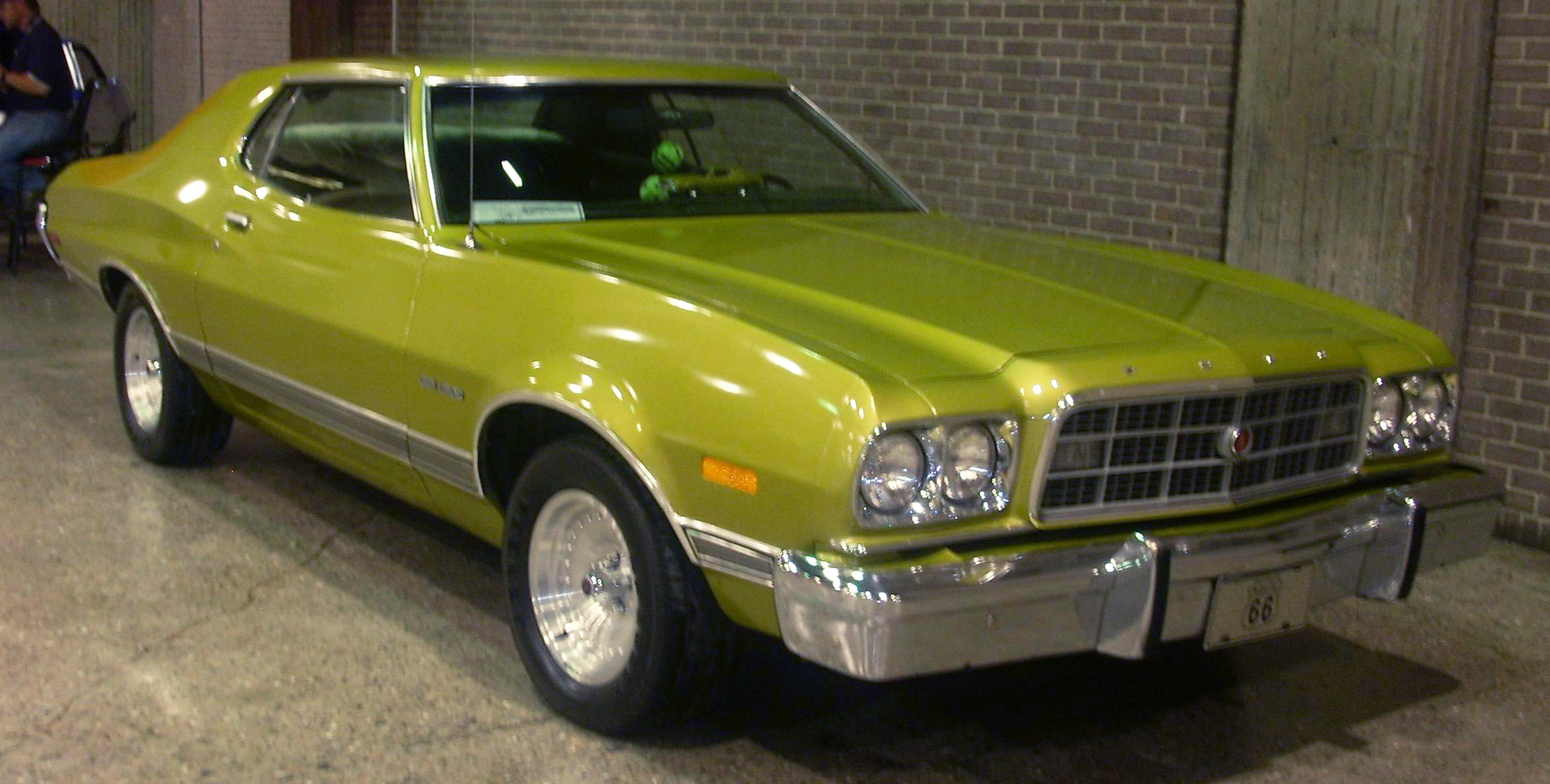
Ford Gran Torino 1973

L'année 1973 voit l'apparition de plusieurs nouveautés dont une nouvelle calandre moins fine et plus cossue. Deux nouveaux moteurs font leur apparition.
Carrosseries au choix :
- Coupé 2-portes (Torino, Gran Torino, Gran Torino Sport) ;
- Fastback 2-portes (Torino, Gran Torino, Gran Torino Sport) ;
- Berline 4-portes ;
- Station wagon 4-portes.

Les moteurs disponibles sont :
- Le 6-cylindres en ligne 250-1V (4,1 litres) de 113 ch ;
- Le V8 302-2V (4,9 litres) de 130 ch ;
- Le V8 351-2V Windsor (5,8 litres) dérivé du 302 de 140 ch ;
- Le V8 351-2V Cleveland (5,8 litres), 335 Series, nouveau bloc différant du 351 Windsor par un surpoids de matière, de 165 ch ;
- Le V8 351-4V Cleveland décliné en une version Cobra Jet (CJ) de 266 ch ;
- Le V8 400-2V Cleveland (6,6 litres), 335 Series, dérivé du 351 Cleveland de 180 ch ;
- Le V8 429-4V Lima (7 litres), 385 Series, de 200 ch ;
- Le V8 460-4V Lima (7,5 litres), 385 Series, de 220 ch (dépend des États, principalement en Californie) ;
- Le V8 460-4V Lima (7,5 litres), 385 Series code Police, de 240 ch (dépend des États, principalement en Californie).

Transmissions disponibles cette année :
- 3 vitesses manuelles ;
- 4 vitesses manuelles ;
- 3 vitesses automatiques.

La Gran Torino Sport peut toujours se commander avec le pack tableau de bord Rally (compte-tour et autres compteurs séparés). L'emblème comporte obligatoirement des feuilles d'acanthe sur son pourtour à l'avant et l'arrière du véhicule et est identique pour les deux modèles.

### 1974

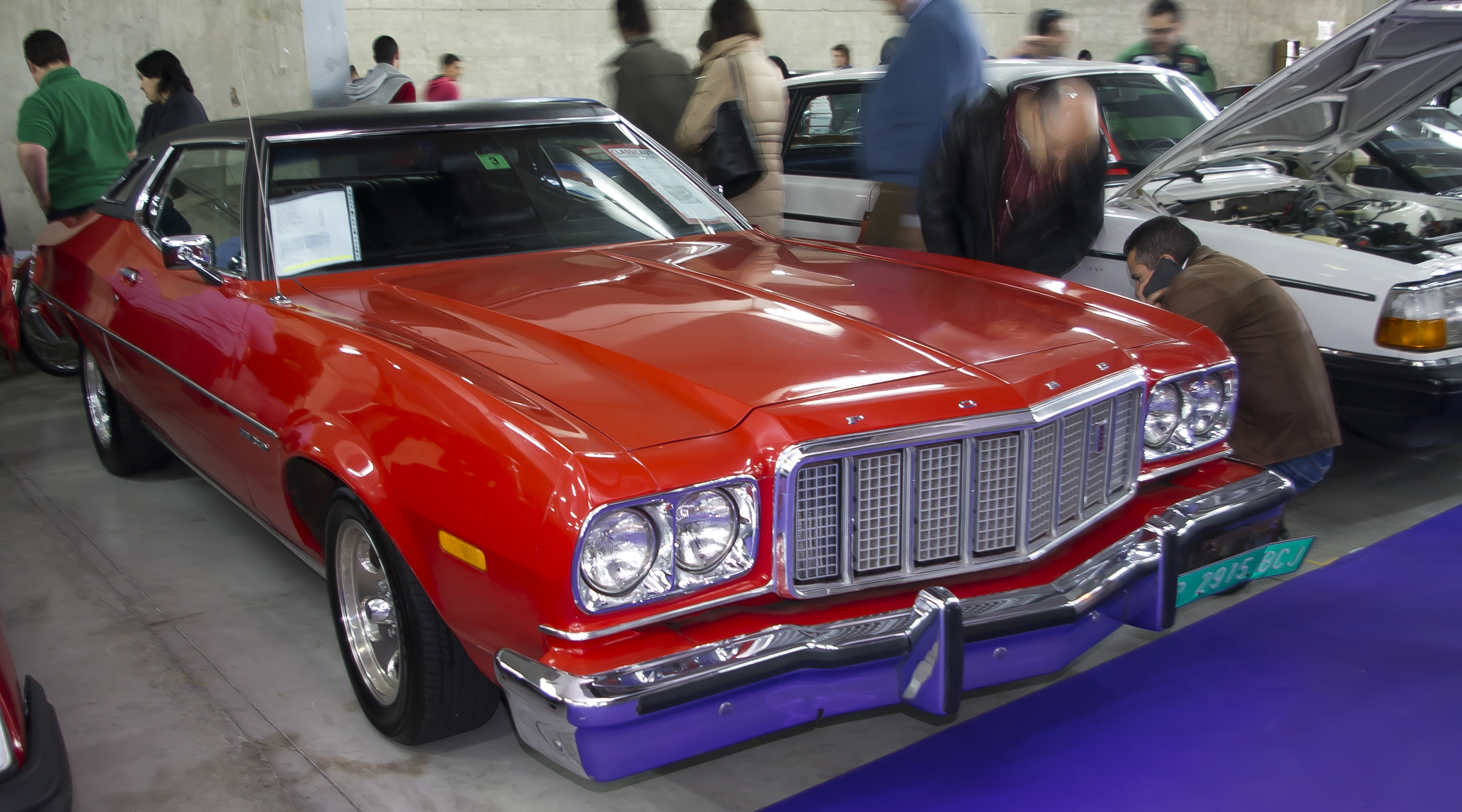
Ford Gran Torino 1974

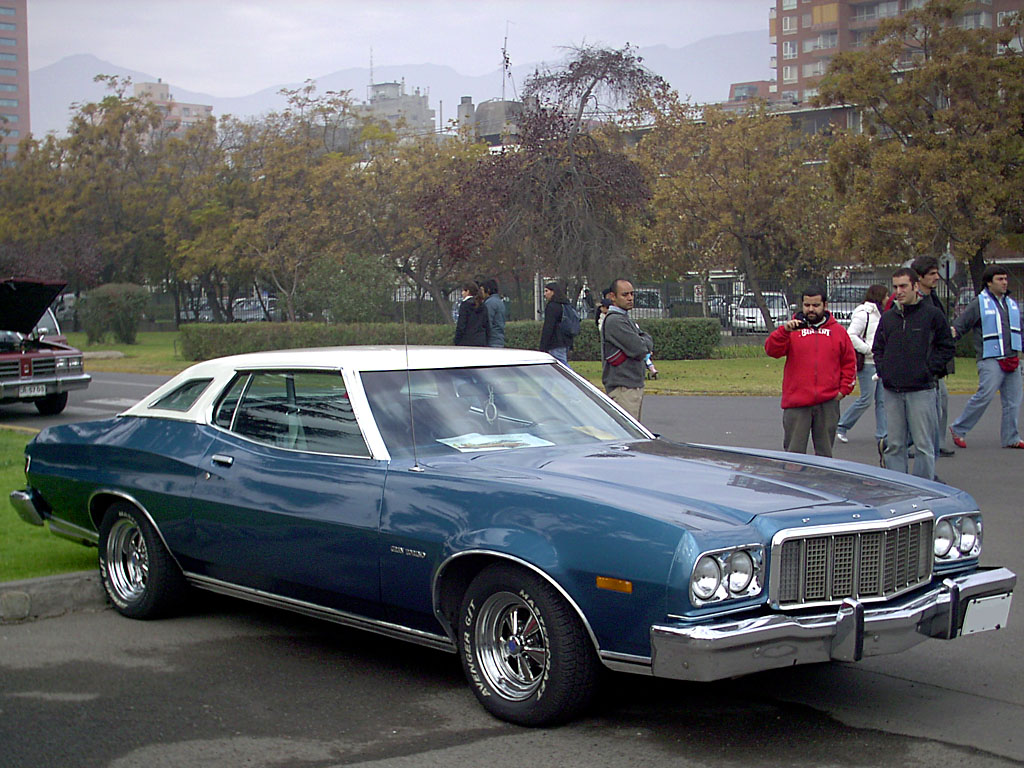
Ford Gran Torino Brougham 1974

L'année 1974 voit l'introduction d'autres nouveautés : à la suite de la nouvelle loi concernant la résistance des véhicules aux chocs, la partie arrière des Torino s'en trouve profondément remodelée. Deux moteurs disparaîtront de la carte : le 250-1V (4,1 L) et le 429-4V (7,0 L). Les puissances moteur s'en trouvent également changées. La puissance du 351-4V (5,8 L) sera légèrement poussée. Une option dérivée de la Lincoln Continental se glissera dans le catalogue de la Torino, appelée « opera window » : vitres latérales placées sur les montants arrière. Cette option ne peut être demandée qu'avec le toit garni de vinyle. Elle restera en production jusqu'en fin 1976.
Carrosseries au choix :
- Coupé 2 portes (Torino, Gran Torino, Gran Torino Sport)
- Berline 4 portes
- Station wagon 4 portes

Les moteurs disponibles sont :
- Le 6-cylindres en ligne 250 (4,1 litres) de 113 ch ;
- Le V8 302-2V (4,9 litres) de 130 ch ;
- Le V8 351-2V Windsor (5,8 litres) dérivé du 302 de 140 ch ;
- Le V8 351-2V Cleveland (5,8 litres), 335 Series (5,5 L), nouveau bloc différant du 351 Windsor par un surpoids de matière, de 165 ch ;
- Le V8 351-4V Cleveland décliné en une version Cobra Jet de 290 ch ;
- Le V8 400-2V Cleveland (6,6 litres), 335 Series, dérivé du 351 Cleveland de 180 ch ;
- Le V8 460-4V Lima (7,5 litres), 385 Series, de 220 ch (dépend des États, principalement en Californie) ;
- Le V8 460-4V Lima (7,5 litres), 385 Series code Police, de 240 ch (dépend des États, principalement en Californie).

Transmissions disponibles cette année :
- 3 vitesses manuelles ;
- 4 vitesses manuelles ;
- 3 vitesses automatiques.

La Gran Torino Sport reçoit obligatoirement le pack de tableau de bord « Rally » (compte-tours et autres compteurs séparés). L'intérieur est obligatoirement bicolore :
- Rouge et noir, sièges conducteur et passager séparés (bucket seats) sans la mention « Gran Torino » sur les panneaux de portes ;
- Rouge et crème, banquette conducteur et passager uniquement (bench seat) sans la mention « Gran Torino » sur les panneaux de portes ;
- Bleu et noir, sièges conducteur et passager (bucket seats ou bench seat) sans la mention « Gran Torino » sur les panneaux de portes.

Sur demande, la console centrale intègre ou non le levier de vitesses. Sans console centrale avec l'option bucket seats ou bench seat), le levier de vitesses se trouve sur la colonne de direction.
L'emblème est rond et arbore la mention « Gran Torino Sport ». L'emblème de la Gran Torino est le même que la Torino mais avec les feuilles d'acanthe en dessous.

### 1975

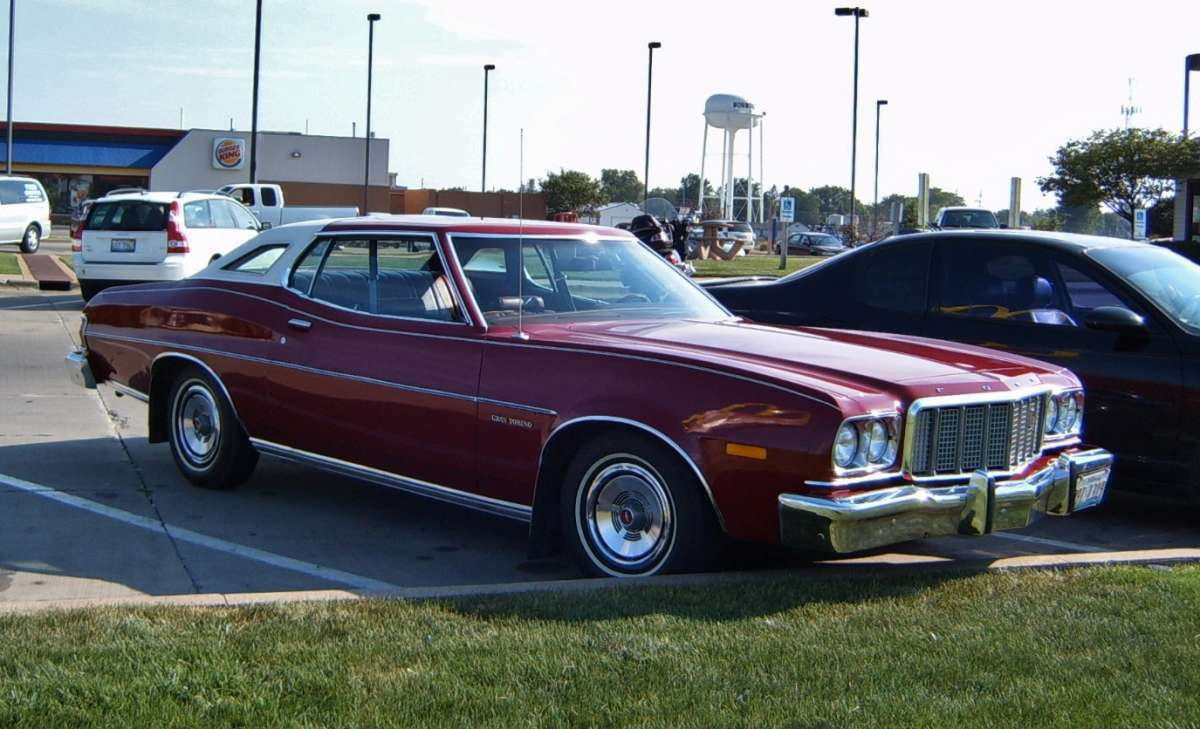
Ford Gran Torino 1975

En 1975, le modèle Ford Gran Torino 1976 (les modèles de l'année suivante sortent toujours six mois à l'avance) est popularisé par la série télévisée Starsky et Hutch.
De nombreux changements sont apportés : le moteur 460-4V est sensiblement amélioré et offre un meilleur couple et une meilleure accélération. Disparition du 302-2V et du 351-4V CJ cid. Le volant change de forme avec en son centre non plus une barre horizontale mais un renfort de type boomerang. La finition des sièges est également altérée : disparition des multiples et nombreux « boutons chics » sur le vinyle mais une finition plus sobre avec une série de trois boutons[pas clair].
Carrosseries au choix :
- Coupé 2-portes (Torino, Gran Torino, Gran Torino Sport) ;
- Berline 4-portes ;
- Station wagon 4-portes.

Les moteurs disponibles sont :
- Le V8 351-2V Windsor (5,8 litres) dérivé du 302 de 140 ch ;
- Le V8 351-2V Cleveland (5,8 litres), 335 Series, nouveau bloc différant du 351 Windsor par un surpoids de matière, de 165 ch ;
- Le V8 400-2V Cleveland (6,6 litres), 335 Series, dérivé du 351 Cleveland de 180 ch ;
- Le V8 460-4V Lima (7,5 litres), 385 Series, de 220 ch (dépend des États, principalement en Californie) ;
- Le V8 460-4V Lima (7,5 litres), 385 Series code Police, de 240 ch (dépend des États, principalement en Californie).

Transmissions disponibles :
- 3 vitesses manuelles ;
- 4 vitesses manuelles ;
- 3 vitesses automatiques.

La Gran Torino Sport reçoit obligatoirement le pack de tableau de bord « Rally » (compte-tour et autres compteurs séparés). L'intérieur est obligatoirement bicolore :
- Rouge et noir, sièges conducteur et passager séparés (bucket seats) sans la mention « Gran Torino » sur les panneaux de portes ;
- Rouge et crème, banquette conducteur et passager uniquement (bench seat) sans la mention « Gran Torino » sur les panneaux de portes ;
- Bleu et noir, sièges conducteur et passager (bucket seats ou bench seat) sans la mention « Gran Torino » sur les panneaux de portes.

Comme les années précédentes la console centrale peut être obtenue avec ou sans levier de vitesses incorporé. L'emblème est inchangé.

### 1976

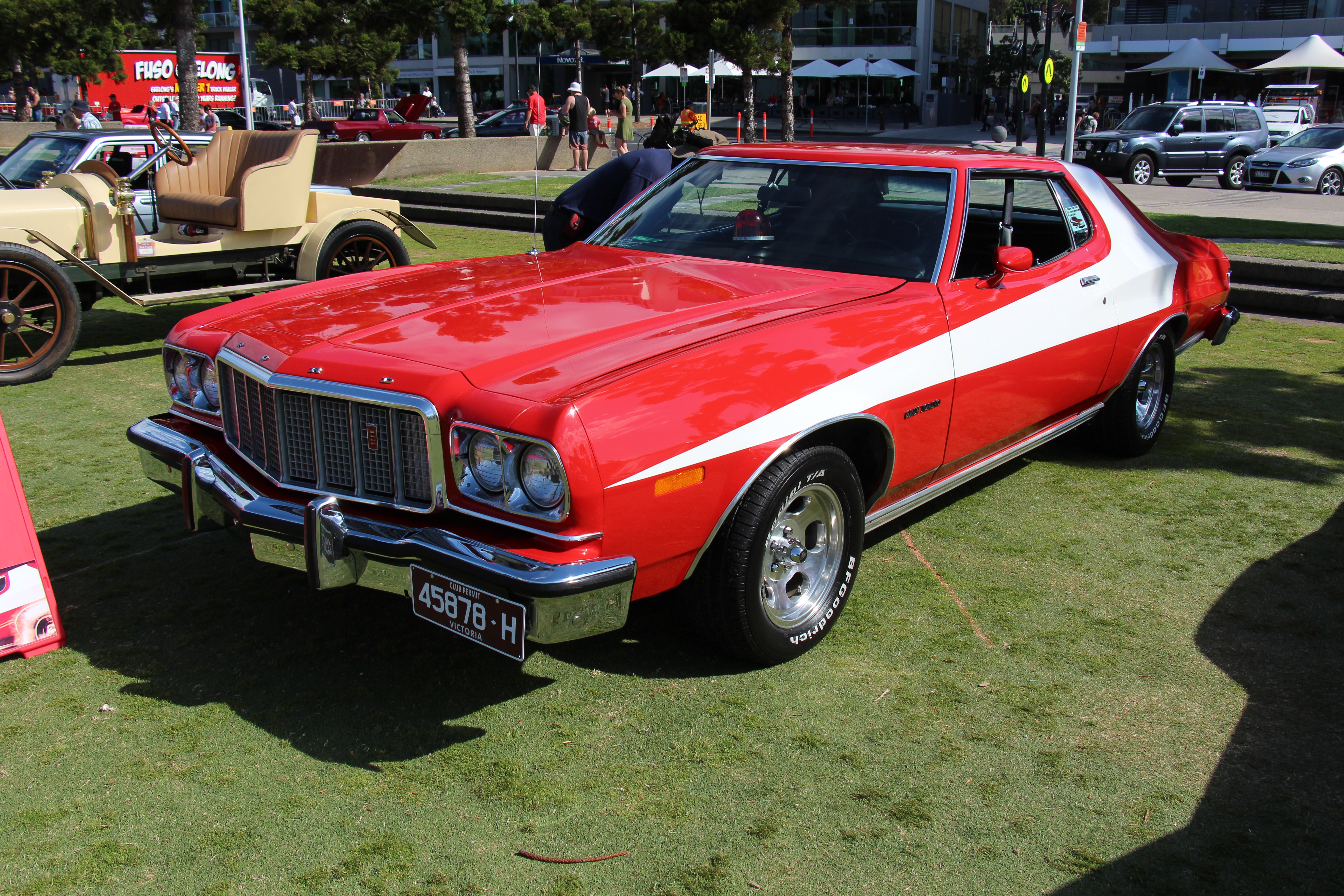
Ford Gran Torino Coupe 1976

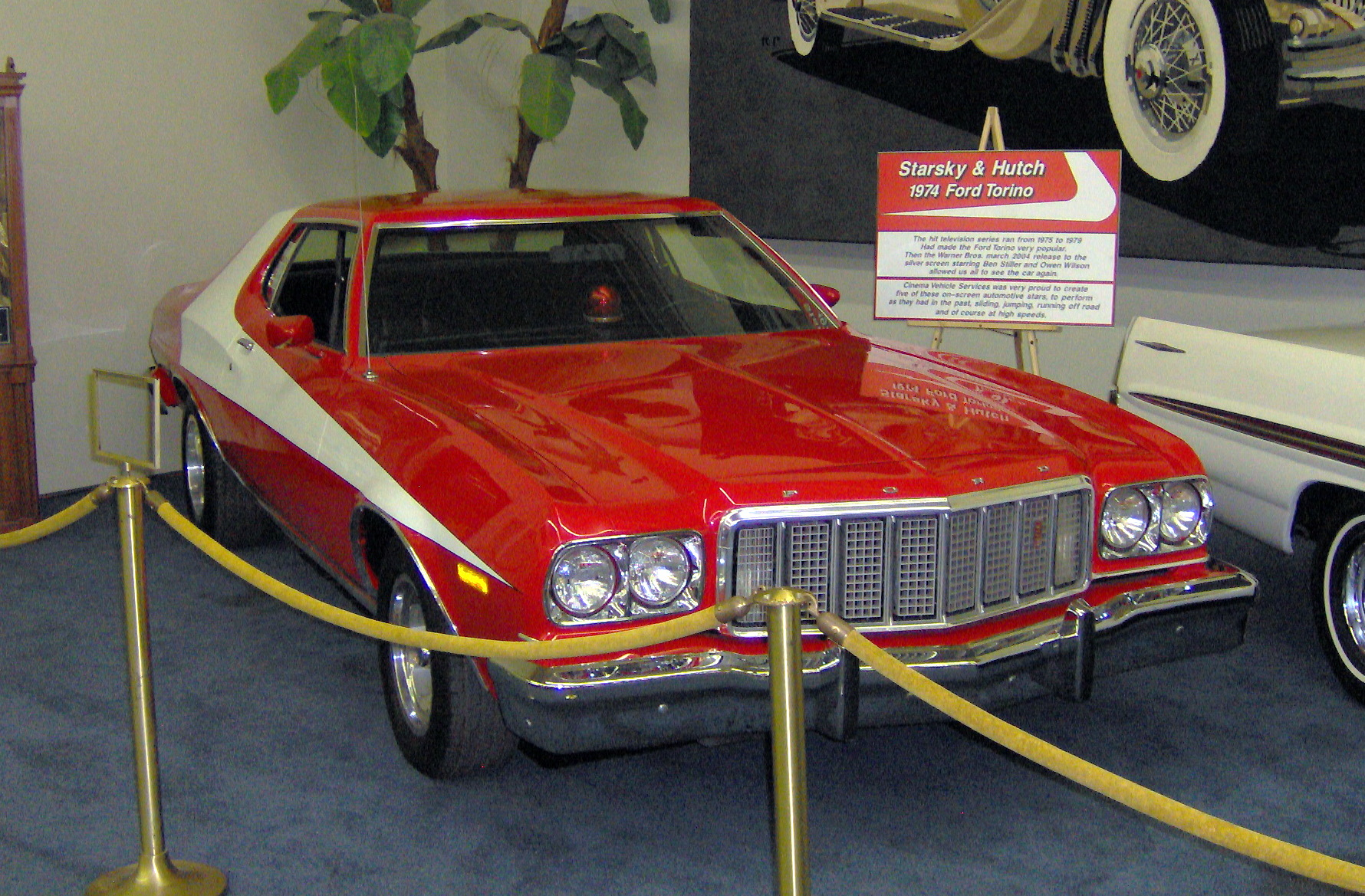
Ford Gran Torino Coupe de Starsky

Au début de 1976, à la suite du succès de la série télévisée Starsky & Hutch et de leur voiture fétiche, Ford décide de produire une série limitée de 1 000 exemplaires de Gran Torino « Starsky & Hutch » (nom de code « PS-122 ») rouges à bande blanche (code du rouge utilisé : « 2B », pour « brillant »). Le liseré noir entourant la bande blanche ne sera pas reproduit et les jantes de type « slotted » (remplacées par les jantes Ford rally) ne s'obtiendront qu'en accessoire chez les vendeurs agréés. En Suisse, en Belgique et en France, ce même motif blanc sur fond rouge connait son heure de gloire et sera adopté par certains propriétaires sur leur voiture. Dans la série, les V8 351-2V & 4V seront remplacés tour à tour par des V8 400-2V puis par des 460-4V et ce, dès les premiers épisodes.
En février, les frères Pearson et Bowsher terminent tous les quatre seizièmes des 24 Heures de Daytona. Quatre mois plus tard, la voiture de Brooks, Hutcherson et Marcel Mignot, de 7 L de cylindrée, ne parvient pas à terminer les 24 Heures du Mans 1976.
Apparition cette année-ci, des ouvertures de coffre automatiques avec bouton pressoir à l'intérieur de la boîte à gants.
La puissance du 460-4V (7,5 litres) s'en trouve amoindrie de dix chevaux par rapport à l'année précédente. Malheureusement, cette époque marquera la disparition de l'appellation « Gran Torino Sport ».
Carrosseries au choix :
- Coupé 2-portes (Torino, Gran Torino) ;
- Berline 4-portes ;
- Station wagon 4-portes.

Les moteurs disponibles sont :
- Le V8 351-2V Windsor (5,8 litres) dérivé du 302 de 140 ch ;
- Le V8 351-2V Cleveland (5,8 litres), 335 Series, nouveau bloc différant du 351 Windsor par un surpoids de matière, de 165 ch ;
- Le V8 400-2V Cleveland (6,6 litres), 335 Series, dérivé du 351 Cleveland de 180 ch ;
- Le V8 460-4V Lima (7,5 litres), 385 Series, de 220 ch (selon les États, principalement en Californie) ;
- Le V8 460-4V Lima (7,5 litres), 385 Series code Police, de 240 ch (selon des États, principalement en Californie).

Transmissions disponibles :
- 3 vitesses manuelles ;
- 4 vitesses manuelles ;
- 3 vitesses automatiques ;

Comme les années précédentes la console centrale peut être demandée avec ou sans levier de vitesses incorporé. L'emblème de la Gran Torino devient identique à celui de la Torino à l'arrière comme à l'avant. Les feuilles d'acanthe ont disparu.

### 1977
Un prototype est réalisé par Ford en 1976 sur une base de Gran Torino, équipé d'un moteur Stirling Philips type 4-215 D.A. de quatre cylindres, développant 170 ch à 4 000 tr/min.
Seule subsistera la Ford Torino Elite qui disparaîtra vite du catalogue face à la Ford Thunderbird.

## Sport automobile
La ligne de toit fastback des Ford Torino de 1968-69 offrait un design anti-vent qui dominait les courses de superspeedway de la NASCAR. En 1969, Dodge a répondu avec la Dodge Charger 500. Cette voiture a été construite avec des modifications spécifiques pour améliorer l'aérodynamisme de la voiture sur les pistes de NASCAR. À son tour, Ford a ajouté un véhicule spécial à hautes performances dans sa gamme de voiture intermédiaire, la Torino Talladega. Cette voiture en édition limitée a été spécialement conçue pour les courses de NASCAR et toutes ses modifications visaient à améliorer l'aérodynamisme de la Torino.

### Torino Talladega

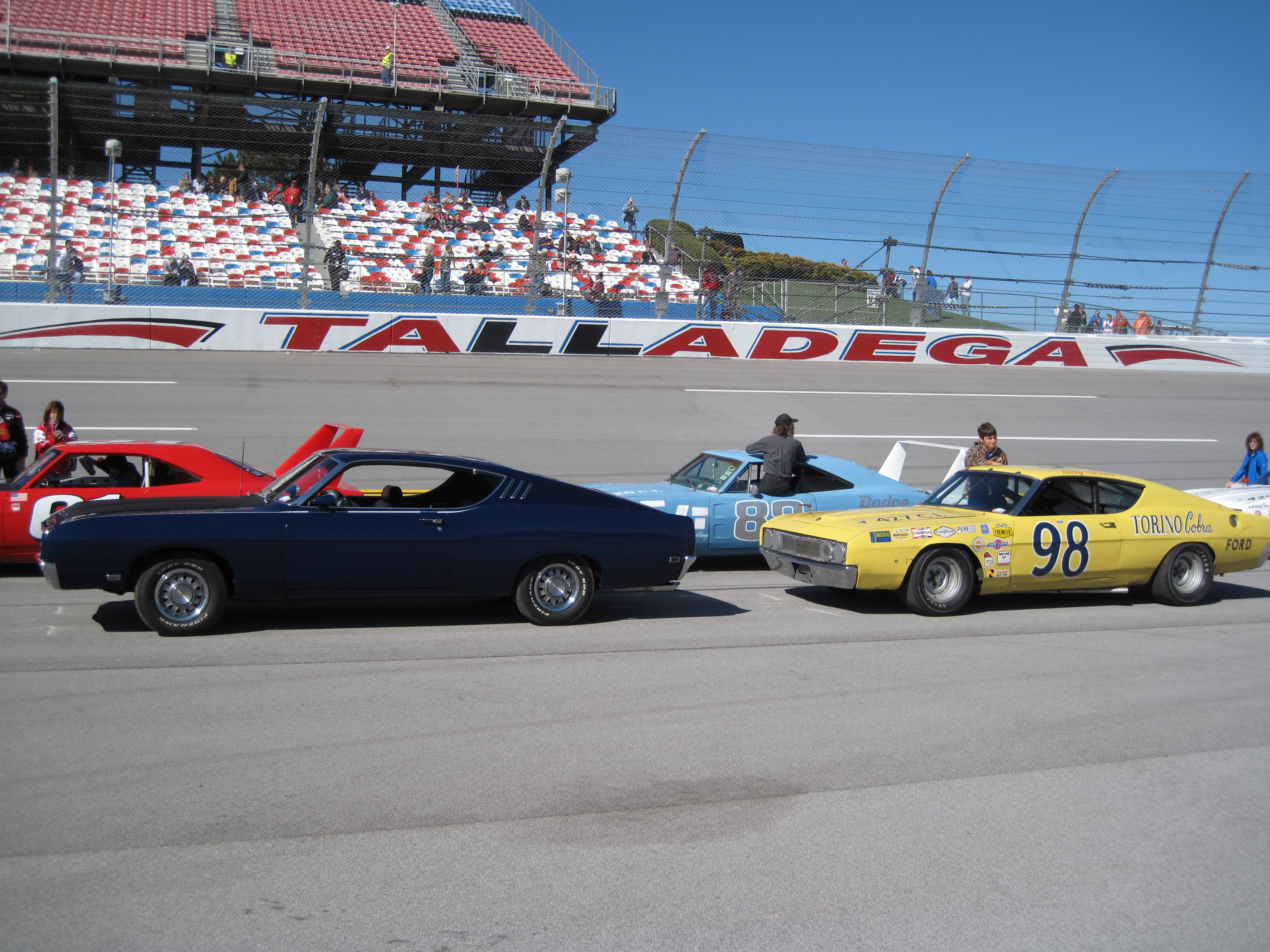
Talladegas à Talladega en 2009

La Torino Talladega était équipée d'un carénage avant unique qui allongeait la longueur de la voiture d'environ 5 pouces (127 mm). Cette extension frontale a permis aux ingénieurs de Ford de réduire la traînée. La calandre, qui était normalement encastrée, a été conçue pour être affleurante, et le pare-chocs arrière plus lisse a été retravaillé pour s'adapter à l'avant. Les panneaux de bas de caisse étaient roulés, ce qui permet aux équipes de la NASCAR d'abaisser légalement leur Talladega de course de 5 pouces (127 mm).
La Talladega venait uniquement dans le style de carrosserie SportsRoof et en trois couleurs: Wimbledon White, Royal Maroon, et Presidential Blue. Toutes avaient un capot noir plat et une ceinture de caisse unique. La Talladega est livrée en standard avec un moteur CJ 428 (sans Ram Air), transmission automatique C-6 Cruise-O-Matic, des amortisseurs arrière décalés (normalement réservés aux voitures à 4 vitesses) et un différentiel ouvert de 3,25:1. Les Talladega étaient équipées d'une banquette en tissu et en vinyle et utilisaient les codes de carrosserie de la Fairlane 500 comme la Cobra de 1969. Ces voitures ne pouvaient pas être commandées avec des options supplémentaires, et seuls 743 Talladega ont été produites.
La Talladega a encore améliorée le taux de réussite de Ford sur les pistes de NASCAR. Dodge et Plymouth ont répondu avec les Dodge Charger Daytona de 1969 et Plymouth Superbird de 1970 encore plus radicales qui utilisaient des nez pointus en forme de cônes et des ailes arrière de style « poteau de but ». Pendant ce temps, pour les équipes de course utilisant des Ford en 1970, certaines ont conservé leurs Torino de 1969, parce que les nouveaux modèles de 1970 tout en courbes se sont avérés plus lents sur les pistes de NASCAR en raison de leur conception moins aérodynamique.

### Torino King Cobra

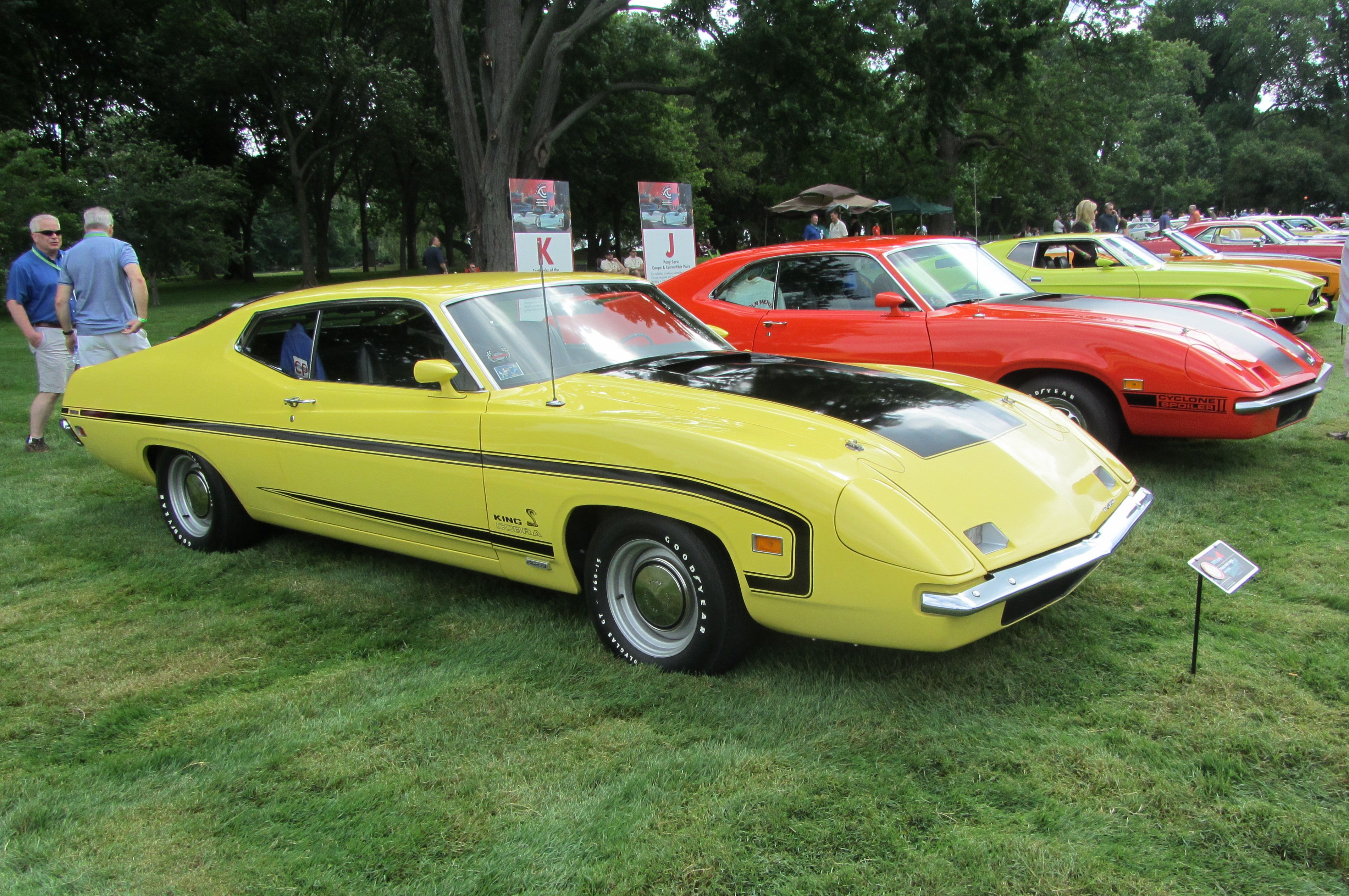
Ford Torino King Cobra 1970

Ford prévoyait d'introduire une autre édition limitée de la Torino pour dominer une fois de plus la NASCAR. Le résultat fut la Ford Torino King Cobra de 1970. Comme la Talladega, la King Cobra a été modifiée avec un aérodynamisme spécifique à l'esprit et avait l'air très différente d'une Torino typique de 1970. Elle avait une extrémité avant inclinée avec deux phares situés dans des découpes en forme de cuillère à sucre sur les ailes avant, d'apparence similaire à la Datsun 240Z. La calandre de la King Cobra était une grande ouverture sous le pare-chocs avant, un peu comme le reniflard inférieur maintenant utilisé dans certaines voitures modernes. Les feux de stationnement étaient situés entre les phares, moulés dans le carénage avant. Les capots avaient une partie centrale noircie et une bande latérale qui s'étendait de l'aile avant jusqu'au panneau latéral arrière, similaire à celles des Torino GT de 1968-69. Ford prévoyait de proposer des housses pour les découpes de phares aux équipes de NASCAR afin d'améliorer encore plus l'aérodynamisme. En réalité, on dit que l'extrémité avant créait trop de force vers le bas. En plus de l'absence de création de force vers le bas à l'arrière, la voiture devenait très lâche dans les virages, selon Musclecar Review.
En raison de la modification des règles d'homologation par la NASCAR, qui a augmenté le nombre minimum de voitures produites pour le public de 500 à 3000 pour qu'un véhicule se qualifie en NASCAR, et du nouveau président de Ford, Lee Iaccoca, le projet King Cobra a été abandonné par Ford. Elle n'a jamais vu de piste NASCAR ou de salle d'exposition et seuls trois prototypes de voitures ont été produits. L'une était équipée du moteur Boss 429, autrement uniquement proposé dans la Mustang Boss 429, une avait le SCJ 429 et une avait un CJ 429. La Torino King Cobra avec le moteur Boss 429 a été mis en vente sur eBay le 3 mai 2014, avec un prix d'achat immédiat de 599 999 $.

## Venezuela
Ford a vendu la Torino au Venezuela, mais l'a commercialisée sous le nom Fairlane. Le modèle de luxe s'appelait Fairlane 500 et, jusqu'en 1974, il utilisait la calandre de la Torino de base mais la garniture de la Gran Torino sur la carrosserie. À partir de 1974, cette voiture était identique à la Gran Torino américaine et était disponible dans les styles de carrosserie coupé, berline et break.

## En collection
Les Torino Cobra de 1970–71, la Torino Talladega de 1969, la King Cobra de 1970, les cabriolets Torino GT de 1968–1971 et les Cobra de 1969 sont les muscle cars Torino les plus à collectionner. Le style de carrosserie du modèle de 1972 a reçu une exposition notable depuis le début du XXIe siècle avec la sortie du film de 2008, Gran Torino (avec une Gran Torino Sport de 1972 et Clint Eastwood) et le film de 2009, Fast and Furious 4. Le style de carrosserie des modèles de 1974–76 a été popularisé pour la première fois grâce à la série télévisée des années 1970, Starsky et Hutch, et a été relancé avec la sortie du film de 2004, Starsky et Hutch. En conséquence, la valeur des Torino de 1974–76 a augmenté; les Torino de ces styles de carrosserie ne sont cependant pas les plus précieuses. Cependant, la Torino reproduite d'usine et en édition limitée sera probablement un investissement précieux en raison du culte de la série de longue date.
Le manque de popularité et le faible nombre de Torino existantes aujourd'hui sont probablement dus aux problèmes de durabilité de la Torino qui ont entraîné une faible capacité de survie. Les Torino avaient de sérieux problèmes avec la corrosion du châssis et de la carrosserie ainsi qu'un dossier de fiabilité loin d'être parfait. Dans les régions où les hivers rigoureux exposaient ces voitures au sel de voirie, les Torino avait des problèmes de rouille importants au cours des 5 premières années de possession. Pour encore aggraver les problèmes de corrosion, les Torino de 1969–1973 avaient de graves problèmes d'écaillage de peinture. En conséquence, les Torino avait la valeur de revente la plus faible de toutes les voitures intermédiaires américaines sur le marché des voitures d'occasion dans les années 1970.